# Hiện vật bảo tàng Louvre

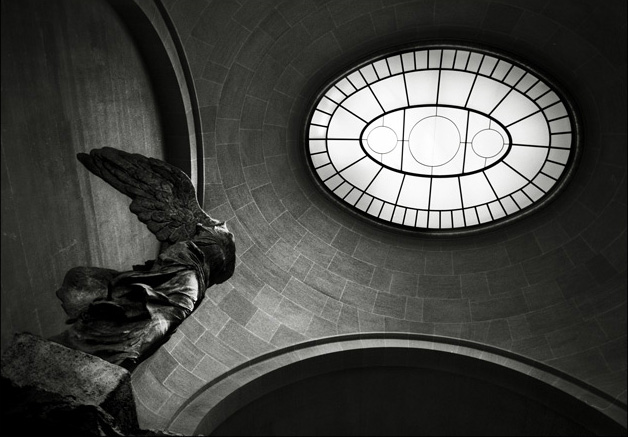
Tượng thần chiến thắng Samothrace, một trong những hiện vật nổi tiếng nhất của Louvre

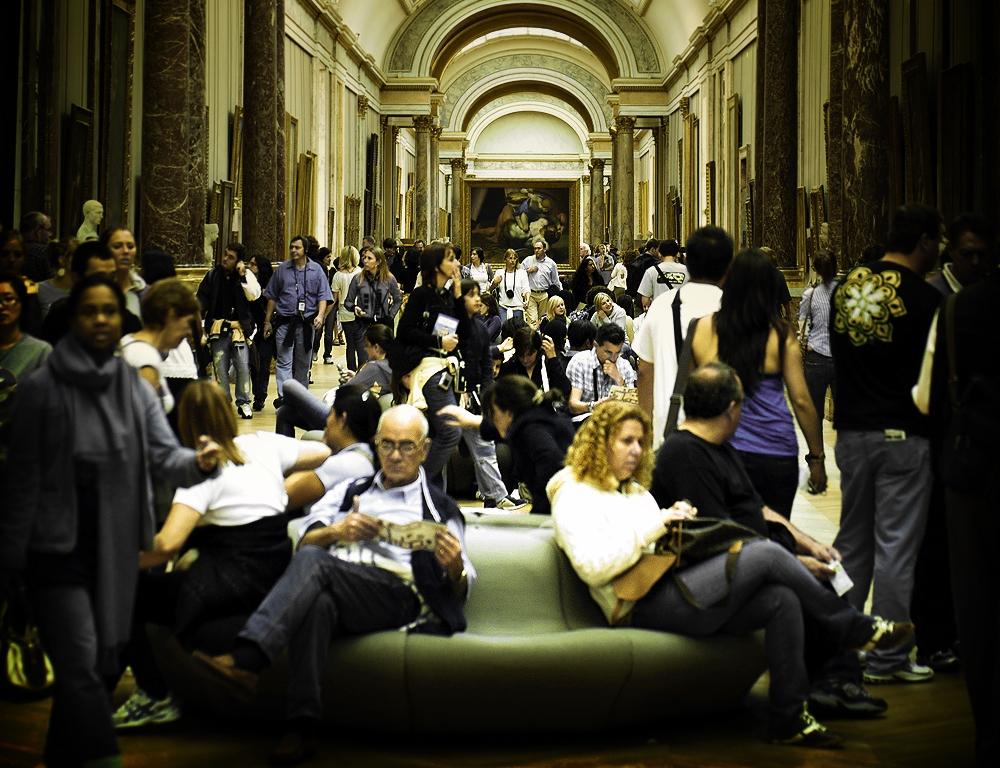
Du khách thăm bảo tàng Louvre

Bộ sưu tập của Viện bảo tàng Louvre hiện nay gồm hơn 380.000 hiện vật bảo tàng, nhưng chỉ khoảng 35.000 trong số hiện vật sưu tầm được trưng bày thường xuyên. Theo cách phân loại của bảo tàng, các hiện vật của Louvre trưng bày trong tám khu vực chính: Phương Đông cổ đại; Ai Cập cổ đại; Hy Lạp, La Mã và Etruria cổ đại; Nghệ thuật Hồi giáo; Hội họa; Điêu khắc; Nghệ thuật họa hình và Nghệ thuật trang trí. Bên cạnh đó, bảo tàng còn một khu trưng bày các hiện vật lịch sử của chính cung điện Louvre và một bộ sưu tập nghệ thuật châu Á, Phi, Mỹ và châu Đại Dương.
Những hiện vật đầu tiên của Louvre phần lớn có nguồn gốc từ bộ sưu tập của hoàng gia Pháp. Qua thời gian, nhờ những hoạt động khai quật khảo cổ, mua bán, những di vật, các hiện vật chuyển tới từ những bảo tàng khác và cơ quan khác... Louvre hiện nay sở hữu một bộ sưu tập giá trị bậc nhất thế giới. Các hiện vật về phương Đông, Ai Cập cổ đại của bảo tàng là những minh chứng sống động cho các nền văn minh cổ. Các tác phẩm điêu khắc Hy Lạp như Tượng thần chiến thắng Samothrace, Tượng thần Vệ Nữ được xem như những kiệt tác của nghệ thuật cổ điển. Louvre cũng là nơi trưng bày những họa phẩm nổi tiếng và phong phú bậc nhất, có thể kể đến như Mona Lisa của Leonardo da Vinci, The Wedding at Cana của Paolo Veronese, Le Serment des Horaces của Jacques-Louis David, Le Radeau de la Méduse của Théodore Géricault, La Liberté guidant le peuple của Eugène Delacroix. Trong lịch sử, Louvre từng sở hữu nhiều tác phẩm, hiện vật nổi tiếng khác, như Apollo Belvedere, Dying Gaul, Laocoön and His Sons, phiến đá Rosetta... kết quả từ những cuộc viễn chinh của Napoléon Bonaparte. Nhưng sau khi Đế chế thứ nhất sụp đổ, những hiện vật này đã rời nước Pháp, phần nhiều trở lại với những quốc gia chủ nhân cũ.

## Bộ sưu tập

### Phương Đông cổ đại
Khu vực Phương Đông cổ đại, thành lập vào năm 1881, giới thiệu một cái nhìn toàn cảnh về nền văn minh Cận Đông và những "khu vực định cư đầu tiên", trước khi nền văn hóa Hồi giáo được truyền đến. Những hiện vật ở đây được trưng bày theo ba khu vực địa lý: Iran, Lưỡng Hà và Levant. Cuộc khai quật của Paul-Émile Botta ở Khorsabad bắt đầu vào năm 1843 đóng vai trò quan trọng với bộ sưu tập về phương Đông của Louvre. Những hiện vật được tìm thấy là nền tảng cho phòng trưng bày Assyria, tiền thân của Khu vực trưng bày Phương Đông cổ đại ngày nay.
Bộ sưu tập về Cận Đông của Louvre trải dài từ nền văn minh của người Sumer cho tới đế chế Akkad, với các hiện vật như Phiến đá chim kền kền từ năm 2450 TCN, phiến đá của vua Naram-Suen dựng kỷ niệm chiến thắng trước những bộ tộc man rợ vùng núi Zagros. Phiến đá ghi Bộ luật Hammurabi, cao 2,25 mét được phát hiện vào năm 1901, là văn bản luật cổ nhất còn được bảo tồn ở tình trạng tốt, một minh chứng quan trọng cho nền văn minh Babylon.

### Ai Cập cổ đại

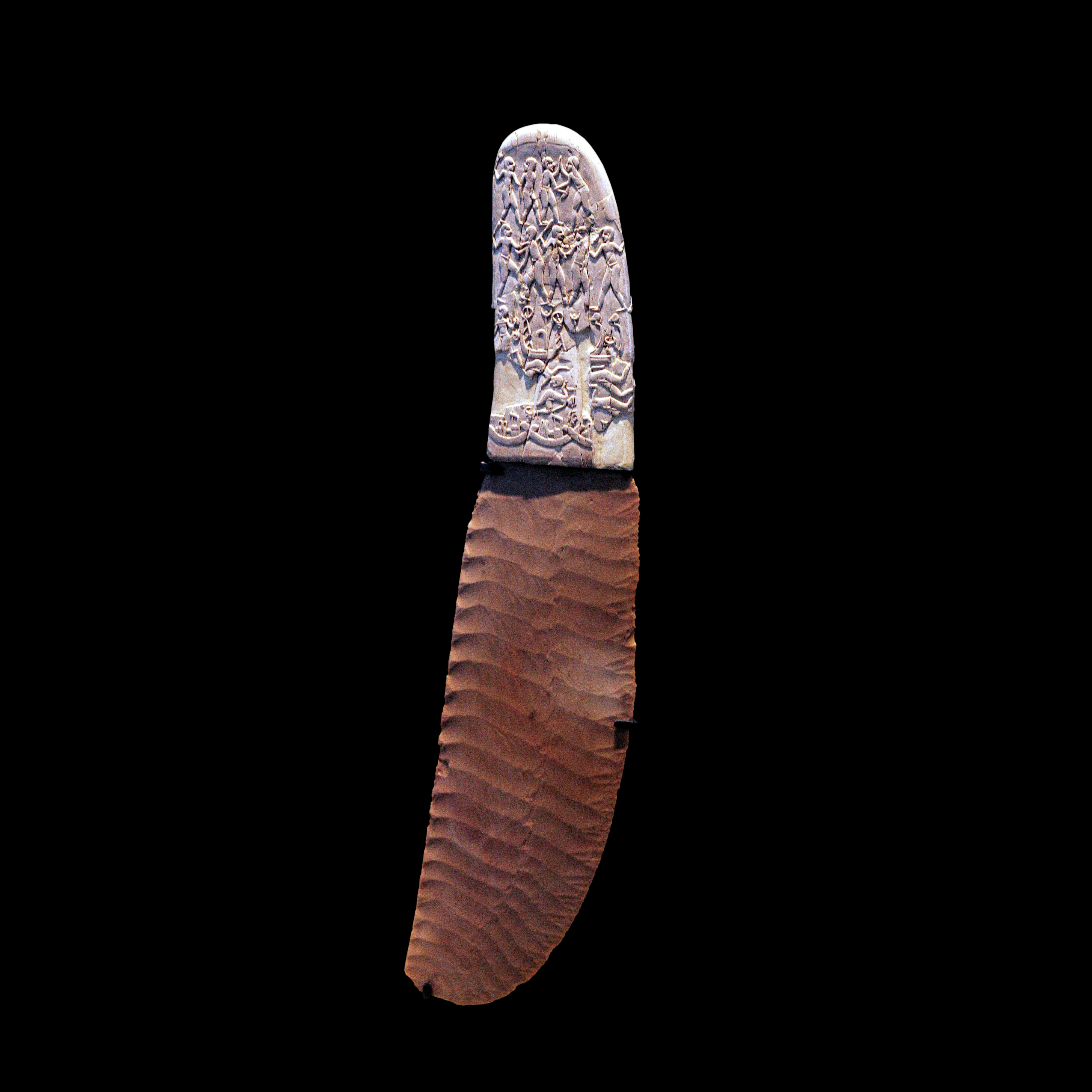
Con dao Gebel-el Arak, khoảng năm 3400 trước Công Nguyên

Khu vực trưng bày Ai Cập cổ đại bao gồm hơn 50 ngàn hiện vật, bao gồm những đồ tác tạo thuộc nền văn minh sông Nin có niên đại từ năm 4000 trước Công Nguyên cho tới thế kỷ 4. Bộ sưu tập phong phú bậc nhất thế giới, đem lại cái nhìn khái quát về đời sống những người Ai Cập từ thời Cổ đại, Trung vương quốc, Tân vương quốc, thời kỳ La Mã, thời kỳ Hy Lạp cho tới thời kỳ Byzantine và nghệ thuật tôn giáo của Ai Cập. Có nguồn gốc từ bộ sưu tập hoàng gia, các hiện vật Ai Cập của Louvre trở nên phong phú nhờ cuộc viễn chinh của Napoléon năm 1798. Học giả nổi tiếng Dominique Vivant đã có mặt trong chiến dịch này, sau đó trở thành giám đốc của bảo tàng. Sau khi Jean-François Champollion dịch thành công các ký tự trên phiến đá Rosetta, Charles X tuyên bố thành lập khu vực trưng bày Ai Cập cổ đại. Theo lời khuyên của Champollion, Charles X còn mua lại ba bộ sưu tập lớn của nhà phiêu lưu người Ý Bernardino Drovetti, học giả người Anh Henry Salt và nhà sưu tầm Paul Durand, với tổng cộng khoảng 7 ngàn hiện vật. Khu vực trưng bày Ai Cập cổ đại còn tiếp tục thêm phong phú nhờ học giả, nhà khảo cổ học Auguste Mariette, cũng là người thành lập bảo tàng Ai Cập tại Cairo. Nhờ những cuộc khai quật ở Memphis, Mariette đã gửi về Louvre một số lượng lớn hiện vật, trong đó có bức tượng Viên thư lại Kai nổi tiếng.
Được một bức tượng nhân sư lớn "canh giữ", khu vực Ai Cập cổ đại bao gồm hơn 20 phòng với những sách giấy cói, xác ướp, công cụ lao đông, trang phục, trang sức, nhạc cụ, đồ chơi, vũ khí, các đồ vật nghệ thuật. Trong những hiện vật thời kỳ cổ đại có thể kể tới con dao Gebel-el Arak từ năm 3400 trước Công Nguyên, bức tượng Viên thư lại Kai khoảng 2600 đến 2350 TCN, phần đầu bức tượng pharaon Djedefre, người trị vì Ai Cập vào thế kỷ 26 trước Công Nguyên. Nghệ thuật thời kỳ Trung vương quốc, với phong cách từ hiện thực tới lý tưởng hóa, có thể thấy qua bức tượng đá diệp thạch Amenemhatankh hay tượng gỗ Người mang đồ cúng tế. Các tượng nữ thần Nephthys hay Hathor cũng minh chứng cho giai đoạn hoàng kim của Tân vương quốc.

### Hy Lạp, La Mã và Etruria cổ đại
Khu vực Hy Lạp, La Mã và Etruria cổ đại của Louvre dành cho những hiện vật có nguồn gốc từ vùng Địa Trung Hải, với niên đại từ thời đồ đá mới đến thế kỷ 6. Khu vực trưng bày này, có thể xem như một trong những bảo tàng lâu đời nhất, xuất phát từ bộ sưu tập của hoàng gia Pháp, bắt đầu từ thời François I. Ban đầu, những cổ vật của hoàng gia chủ yếu gồm các tác phẩm điêu khắc bằng đá. Thời kỳ Đệ nhất đế chế, không ít tác phẩm điêu khắc giá trị được Napoléon mang về Louvre, nhưng sau đó được đem trả lại cho những chủ nhân cũ, như bức tượng Apollo Belvedere của Leochares ngày nay trưng bày tại bảo tàng Vatican. Thế kỷ 19, bảo tàng đã mua lại và nhận được nhiều hiện vật khác về Hy Lạp và La Mã cổ đại, trong đó có những tác phẩm thuộc bộ sưu tập của Paul Durand và chiếc bình Borghese được chuyển đến từ Thư viện quốc gia Pháp.
Những hình ảnh của thời kỳ cổ đại có thể tìm thấy qua các tác phẩm như bức tượng Dame d'Auxerre từ năm 640 trước Công Nguyên, hay cột trụ chạm nữ thần Hera của Samos khoảng 570–560 trước Công Nguyên. Bức tượng Đấu sĩ Borghese của Agasias tiêu biểu cho giai đoạn từ sau thế kỷ 4 TCN, khi nghệ thuật bắt đầu lấy con người làm chủ thể. Louvre cũng là nơi lưu trữ những kiệt tác của Hy Lạp thời kỳ cổ đại, trong đó có Tượng thần chiến thắng Samothrace và Tượng thần Vệ Nữ, ngày nay trở thành biểu tượng của nghệ thuật cổ điển. Những hành lang chạy dọc sông Seine còn là nơi trưng bày vô số tượng những nhân vật La Mã cổ đại, minh chứng sống động cho một giai đoạn lịch sử quan trọng.

### Nghệ thuật Hồi giáo

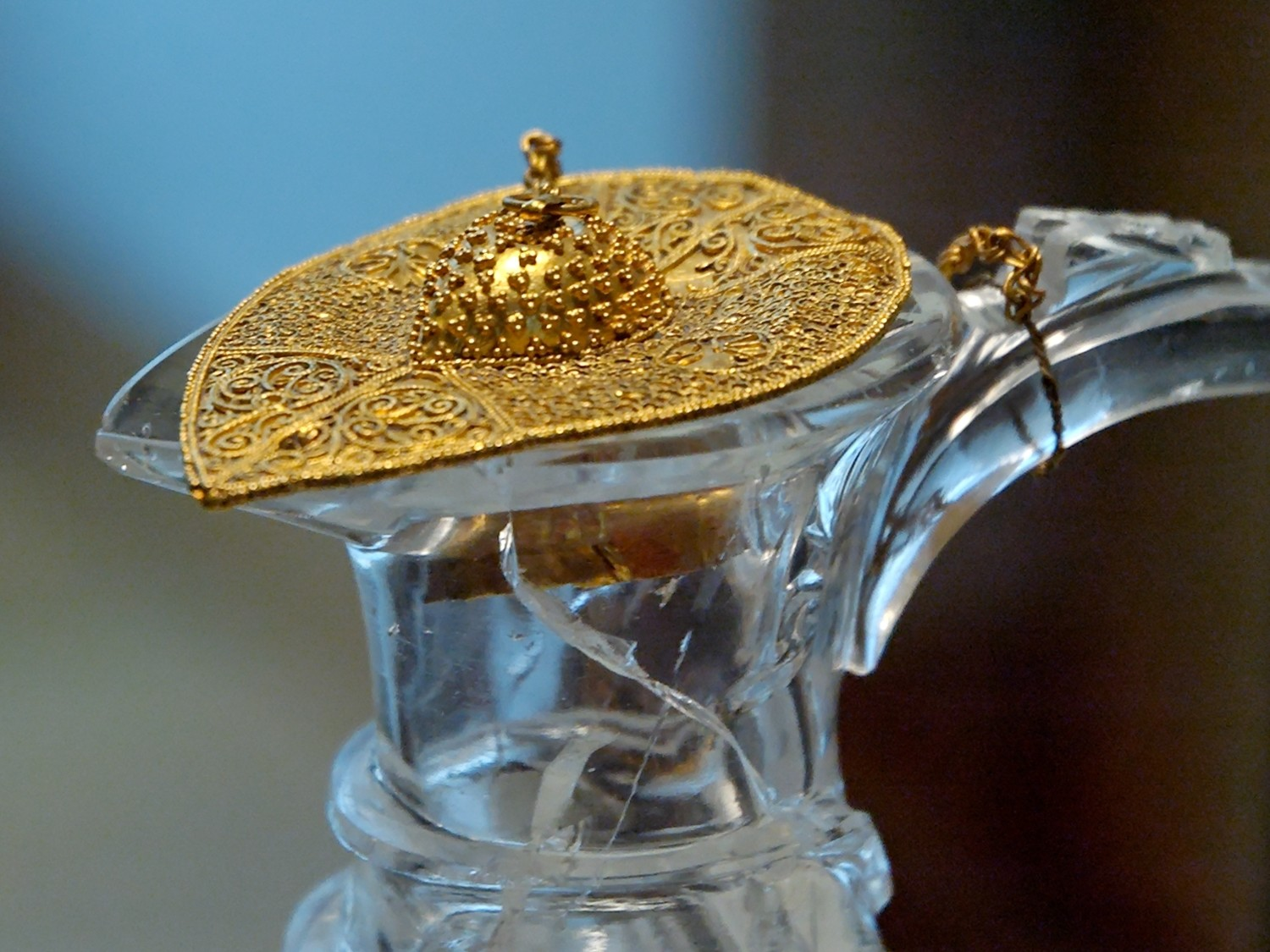
Chiếc lọ thạch anh Aiguière aux oiseaux

Các tác phẩm nghệ thuật Hồi giáo của Louvre "trải dài qua mười ba thế kỷ trên cả ba châu lục". Bộ sưu tập – bao gồm đồ gốm, thủy tinh, kim loại, gỗ, ngà voi, thảm, hàng dệt và các bức tiểu họa... – tổng cộng lên tới hơn 5 ngàn hiện vật và 1 ngàn mảnh vỡ. Từng được trưng bày chung với nghệ thuật châu Á, khu vực nghệ thuật Hồi giáo mới được thành lập vào năm 2003, hiện là khu vực trưng bày mới nhất. Trong số các tác phẩm nghệ thuật Hồi giáo của Louvre, có Pyxide d'al-Mughira, một chiếc hộp ngà voi từ Al-Andalus, thế kỷ 10; Chậu rửa tội của Thánh Louis, chiếc bồn bằng đồng thau khảm vàng và bạc, một tác phẩm quan trọng của thời kỳ Mamluk; chiếc lọ Aiguière aux oiseaux chất liệu thạch anh khoảng cuối thể kỷ 5, đầu thế kỷ 6. Louvre cũng sở hữu ba trang của Shahnameh, cuốn sử thi do Ferdowsi viết bằng tiếng Ba Tư.

### Nghệ thuật trang trí
Bộ sưu tập nghệ thuật trang trí của Louvre bao gồm các tác phẩm trải dài từ thời Trung Cổ cho tới giữa thế kỷ 19. Ban đầu, nghệ thuật trang trí chỉ là một phần của khu trưng bày Điêu khắc với những hiện vật thuộc tài sản hoàng gia và chuyển đến từ nhà thờ lớn Saint-Denis, nơi an táng của các vị vua Pháp. Năm 1825, trong số những hiện vật bảo tàng mua lại của Paul Durand có những tác phẩm gốm, men và thủy tinh ghép màu. Họa sĩ Pierre Révoil cũng tặng lại cho Louvre 800 hiện vật. Bộ sưu tập nghệ thuật trang trí tiếp tục đa dạng nhờ tặng phẩm của Sauvageot với 1.500 tác phẩm thời kỳ Trung Cổ và đồ sứ. Năm 1862, bộ sưu tập của Campana bổ sung những đồ trang sức vàng và đồ sành Ý (maiolica), chủ yếu từ thế kỷ 15 và 16.
Các tác phẩm nghệ thuật trang trí được trưng bày tại tầng một dãy Richelieu và Galerie d’Apollon, căn phòng được họa sĩ Charles Le Brun trang trí theo chủ đề Mặt Trời, do vị vua Mặt Trời Louis XIV yêu cầu. Trong số những hiện vật, có thể kể đến vương miện đăng quang của vua Louis XIV, vương trượng của vua Charles V, chiếc bình bằng đá Porphyry từ thế kỷ 12, các tác phẩm chất liệu đồng của Giambologna. Giai đoạn muộn hơn có bộ sưu tập bình Sèvres của Phu nhân Pompadour và căn phòng của hoàng đế Napoléon III.

### Điêu khắc

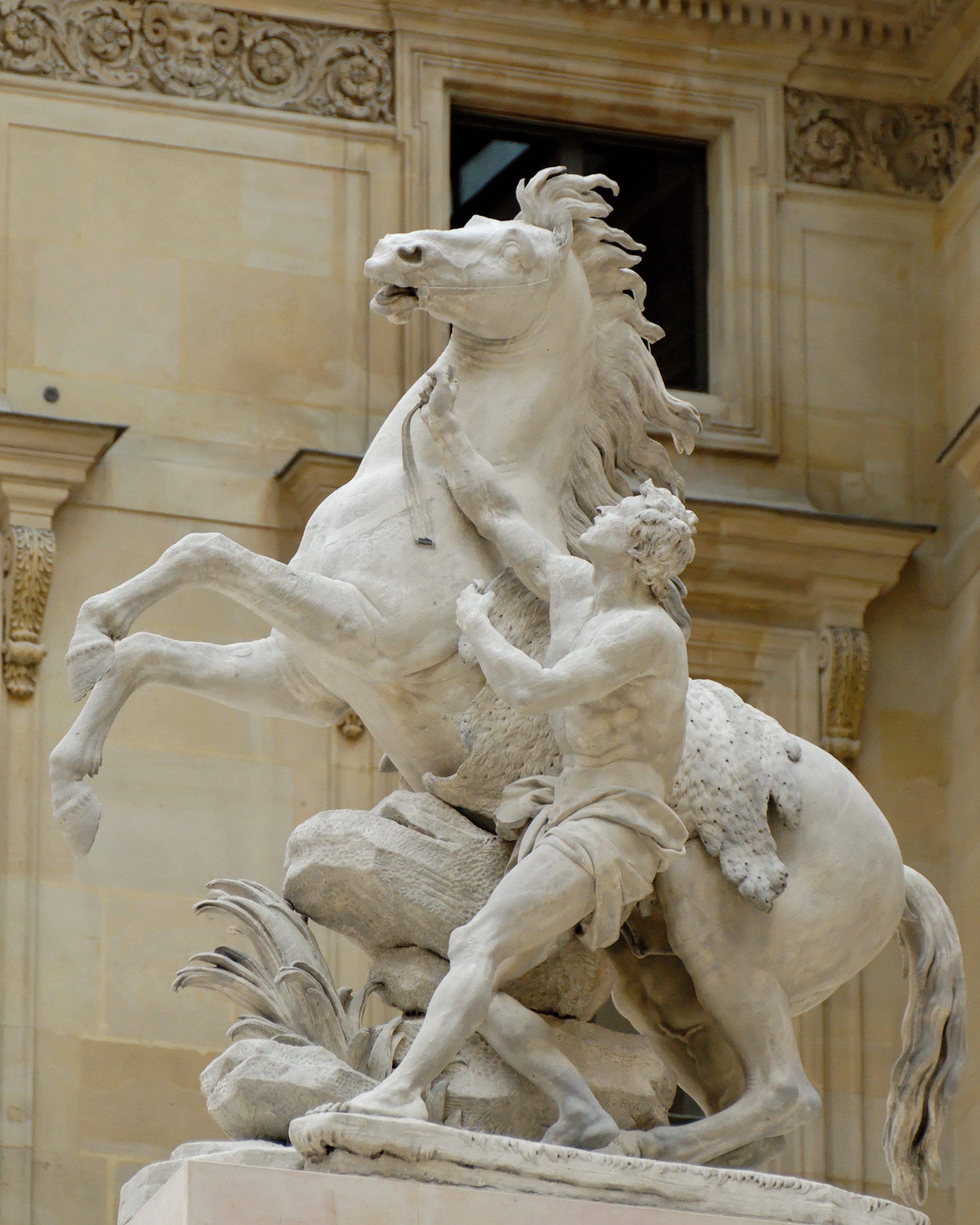
Chevaux de Marly, Guillaume Coustou, 1743-1745

Khu vực trưng bày điêu khắc được thành lập vào năm 1850 bao gồm những tác phẩm điêu khắc không thuộc thời kỳ Hy Lạp, La Mã hay Etruria cổ đại. Trước khi trở thành bảo tàng, Louvre đã là nơi lưu trữ các tác phẩm điêu khắc kiến trúc. Nhưng cho tới năm 1824, ngoại trừ Người nô lệ hấp hối và Người nô lệ nổi loạn của Michelangelo, chỉ có những tác phẩm điêu khắc kiến trúc cổ được trưng bày. Ban đầu Louvre chỉ sở hữu 100 hiện vật, phần còn lại của bộ sưu tập hoàng gia được cất trữ tại lâu đài Versailles. Số lượng tác phẩm điêu khắc của bảo tàng bắt đầu tăng từ năm 1847 khi Léon Laborde nắm quyền lãnh đạo. Nhờ Laborde, các hiện vật Trung Cổ dần phong phú. Năm 1871, khu vực trưng bày Điêu khắc chính thức được thành lập và vị giám đốc, sử gia nghệ thuật Louis Courajod là người tổ chức, sắp xếp lại bộ sưu tập các tác phẩm điêu khắc Pháp. Khi bảo tàng Orsay được thành lập vào năm 1986, tất cả các tác phẩm ra đời sau năm 1848 được chuyển tới bảo tàng mới. Dự án "Grand Louvre" của Tổng thống François Mitterrand chia khu vực điêu khắc thành hai không gian riêng biệt: những tác phẩm điêu khắc của Pháp được trưng bày ở dãy Richelieu, còn các tác phẩm ngoại quốc trưng bày tại dãy nhà Denon.
Bộ sưu tập của Louvre bao quát nền nghệ thuật điêu khắc của Pháp, khởi đầu bằng những tác phẩm phong cách Roman thế kỷ 11 như Daniel in the Lions' Den, thế kỷ 12 như Virgin of Auvergne. Thế kỷ 16, ảnh hưởng của nghệ thuật Phục Hưng tới điêu khắc Pháp có thể thấy qua các bức phù điêu của Jean Goujon hay Descent from the Cross and Resurrection of Christ của Germain Pilon. Thế kỷ 17 và 18 hiện diện trong Amour menaçant, Woman Bathing của Étienne Maurice Falconet và các cột tháp của François Anguier. Trong những tác phẩm Tân cổ điển phải kể tới Amore e Psiche của Antonio Canova, một hiện vật quan trọng của bảo tàng.

### Nghệ thuật họa hình
Khu vực trưng bày Nghệ thuật họa hình bao gồm các bản in, hình họa và các tác phẩm trên giấy. Bắt đầu từ 8 ngàn hiện vật của bộ sưu tập hoàng gia, khu vực Nghệ thuật họa hình mở cửa ngày 5 tháng 8 năm 1797 với 415 tác phẩm trưng bày trong Galerie d'Apollon. Số lượng hiện vật dần tăng lên nhờ những tặng vật, các cuộc mua bán – trong đó có 1.200 hiện vật thuộc bộ sưu tập của Fillipo Baldinucci được mua lại vào năm 1806. Hiện nay, các tác phẩm được chia thành ba nhóm: Cabinet du Roi – các hiện vật thuộc hoàng gia trước đây, gồm 14 ngàn bản in; các tặng vật của chủ nhà băng Edmond de Rothschild – gồm 40 ngàn bản in, 3 ngàn bản vẽ; và cuối cùng, khoảng 5 ngàn bản minh họa sách. Để bảo vệ các hiện vật bằng chất liệu giấy kém bền, bộ sưu tập họa hình chỉ được trưng bày hạn chế tại Pavillon de Flore.

### Hội họa

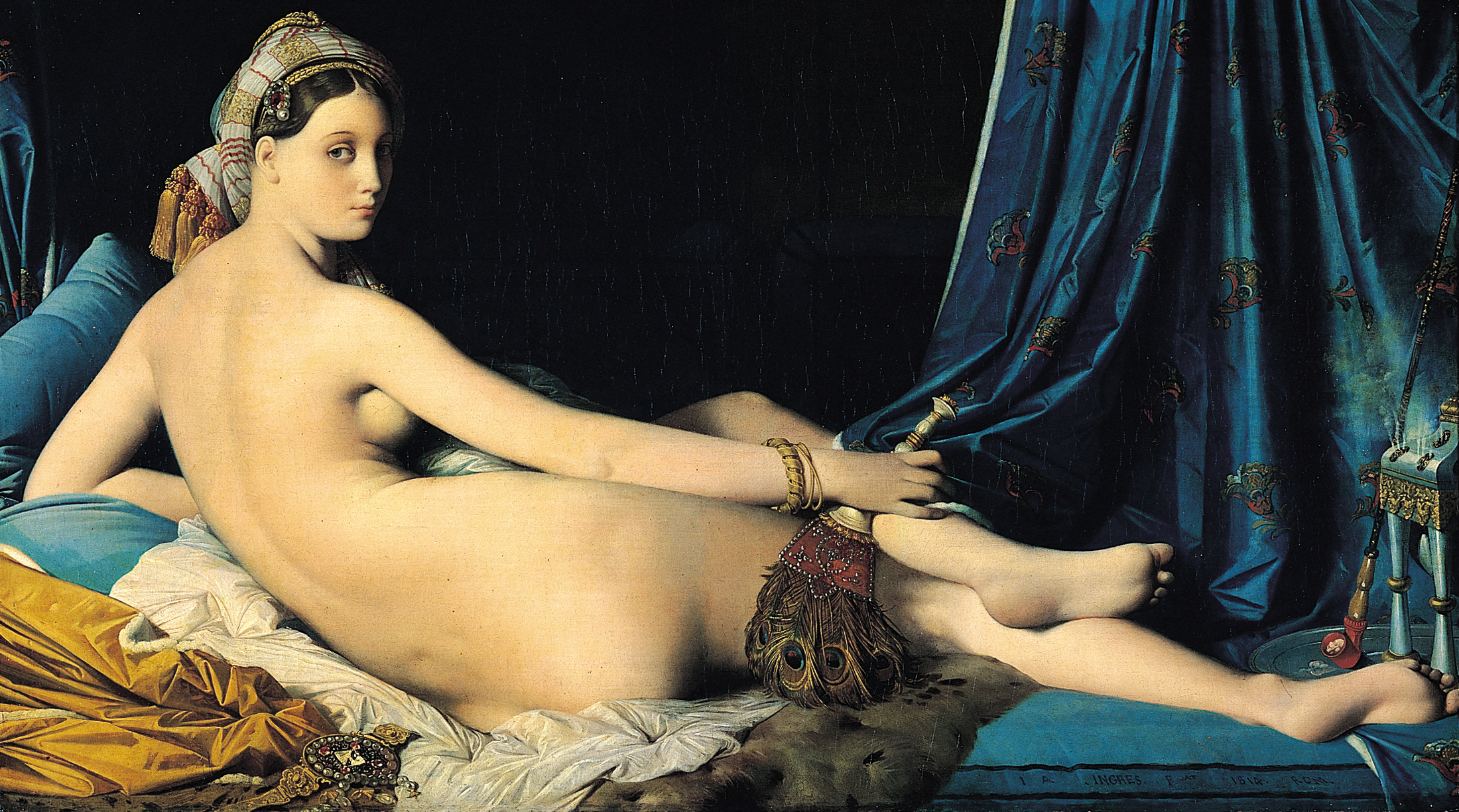
La Grande Odalisque, Dominique Ingres, 1814

Trong số hơn 6 ngàn họa phẩm được trưng bày của Louvre, hai phần ba thuộc về các họa sĩ người Pháp và hơn 1200 tác phẩm thuộc về các nước phương Bắc – Đức, Hà Lan. Bộ sưu tập bắt nguồn từ những bức tranh Phục Hưng của các bậc thầy người Ý như Raphael và Michelangelo được vua François I mua lại. Không chỉ vậy, François I còn mời nhiều họa sĩ khác, như Leonardo da Vinci, Rosso Fiorentino về cung điện của mình. Với thời gian, bộ sưu tập hội họa của hoàng gia càng thêm phong phú và trở thành hạt nhân đầu tiên khi bảo tàng Louvre được thành lập. Thế kỷ 19, nền hội họa Pháp sản sinh những nghệ sĩ trứ danh như Jacques-Louis David, Jean-Auguste-Dominique Ingres, Eugène Delacroix... và Louvre trở thành nơi lưu trữ các tác phẩm của họ. Ngày nay, các họa phẩm của Pháp, Đức, Hà Lan được trưng bày trong dãy nhà Richelieu và quanh sân Cour Carrée, còn hội họa Tây Ban Nha và Ý thuộc tầng một dãy Denon.
Đại diện cho hội họa Pháp giai đoạn đầu có thể kể đến Avignon Pieta của Enguerrand Quarton, Chân dung Jean le Bon của Jean Fouquet, Chân dung Louis XIV của Hyacinthe Rigaud. Trường phái tân cổ điển và lãng mạn, Louvre sở hữu rất nhiều họa phẩm nổi tiếng như Le Serment des Horaces, Le Sacre de Napoléon của Jacques-Louis David, La Grande Odalisque, L'Apothéose d'Homère của Jean-Auguste-Dominique Ingres, Le Radeau de la Méduse của Théodore Géricault, La Liberté guidant le peuple, Femmes d'Alger dans leur appartement của Eugène Delacroix. Tác phẩm của những danh họa phương Bắc có thể kể tới The Lacemaker và The nhà thiên văn học của Johannes Vermeer, các họa phẩm về Marie de' Medici của Peter Paul Rubens, Tree of Crows của Caspar David Friedrich, The Supper at Emmaus, Bathsheba at Her Bath, và The Slaughtered Ox của Rembrandt.
Louvre sở hữu rất nhiều tác phẩm nổi tiếng của hội họa Ý, đặc biệt các họa phẩm thuộc thời kỳ Phục Hưng. Ngoài Mona Lisa, bộ sưu tập của bảo tàng còn có Virgin and Child with St. Anne, St. John the Baptist, và Virgin of the Rocks của Leonardo da Vinci. Nhiều bậc thầy Phục Hưng cũng hiện diện ở Louvre, như Caravaggio với The Fortune Teller và Death of the Virgin, Raphael với Portrait of Balthasar Castiglione, La belle jardinière, Paolo Veronese với The Wedding at Cana, Titian với Le Concert Champetre, The Entombment và The Crowning with Thorns...

## Các hiện vật giá trị

### Điêu khắc

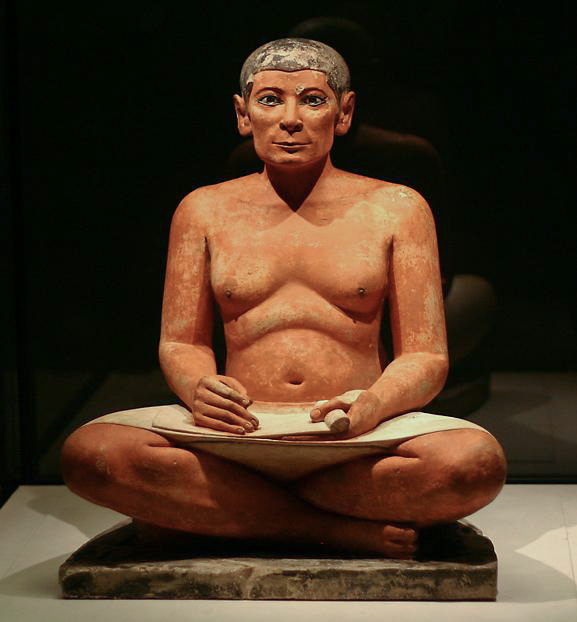
Viên thư lại Kai 2600-2350 TCN Màu, đá vôi, cao 53.7 cm
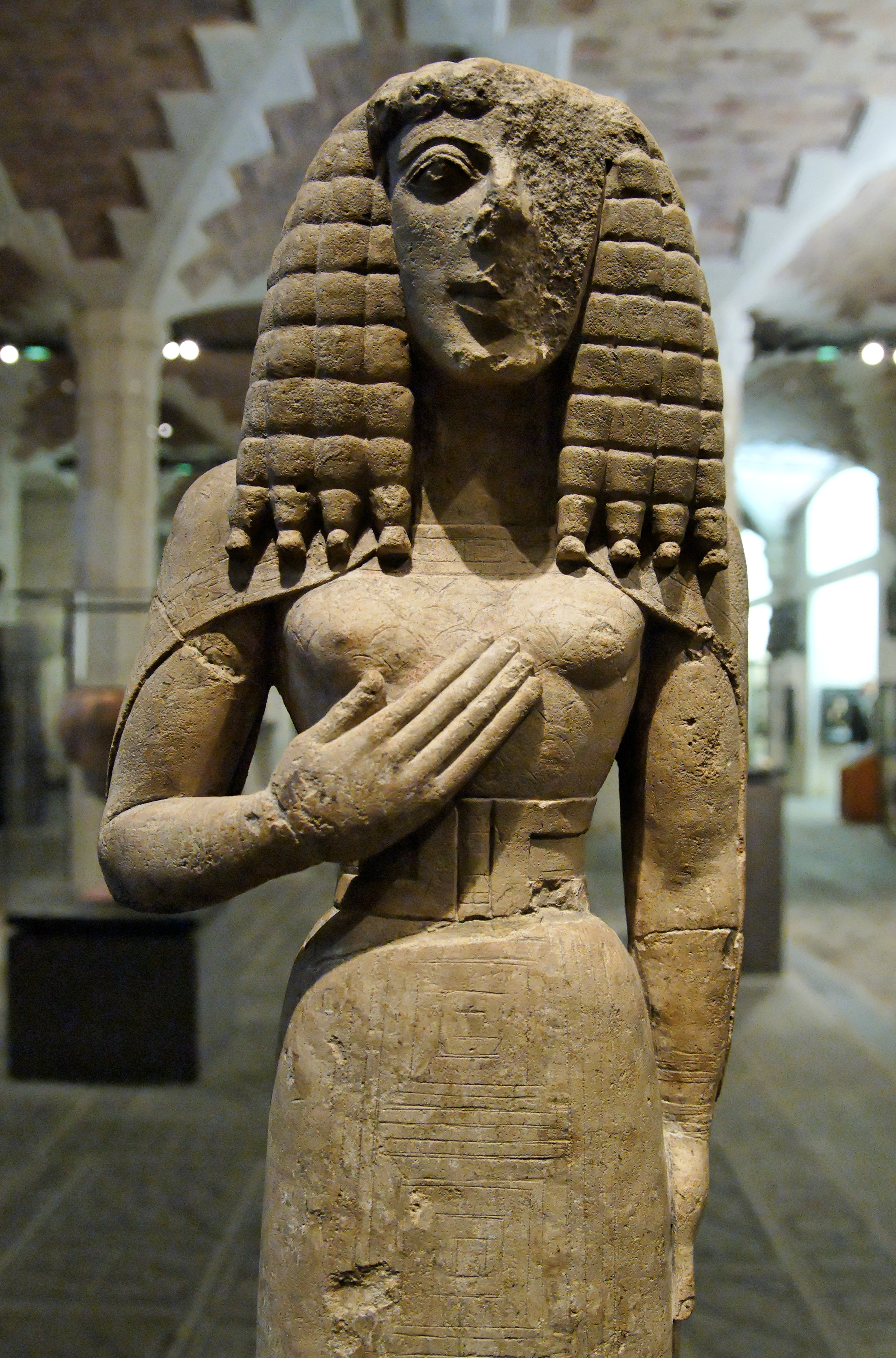
Dame d'Auxerre Khoảng 640 TCN Đá, cao 75 cm
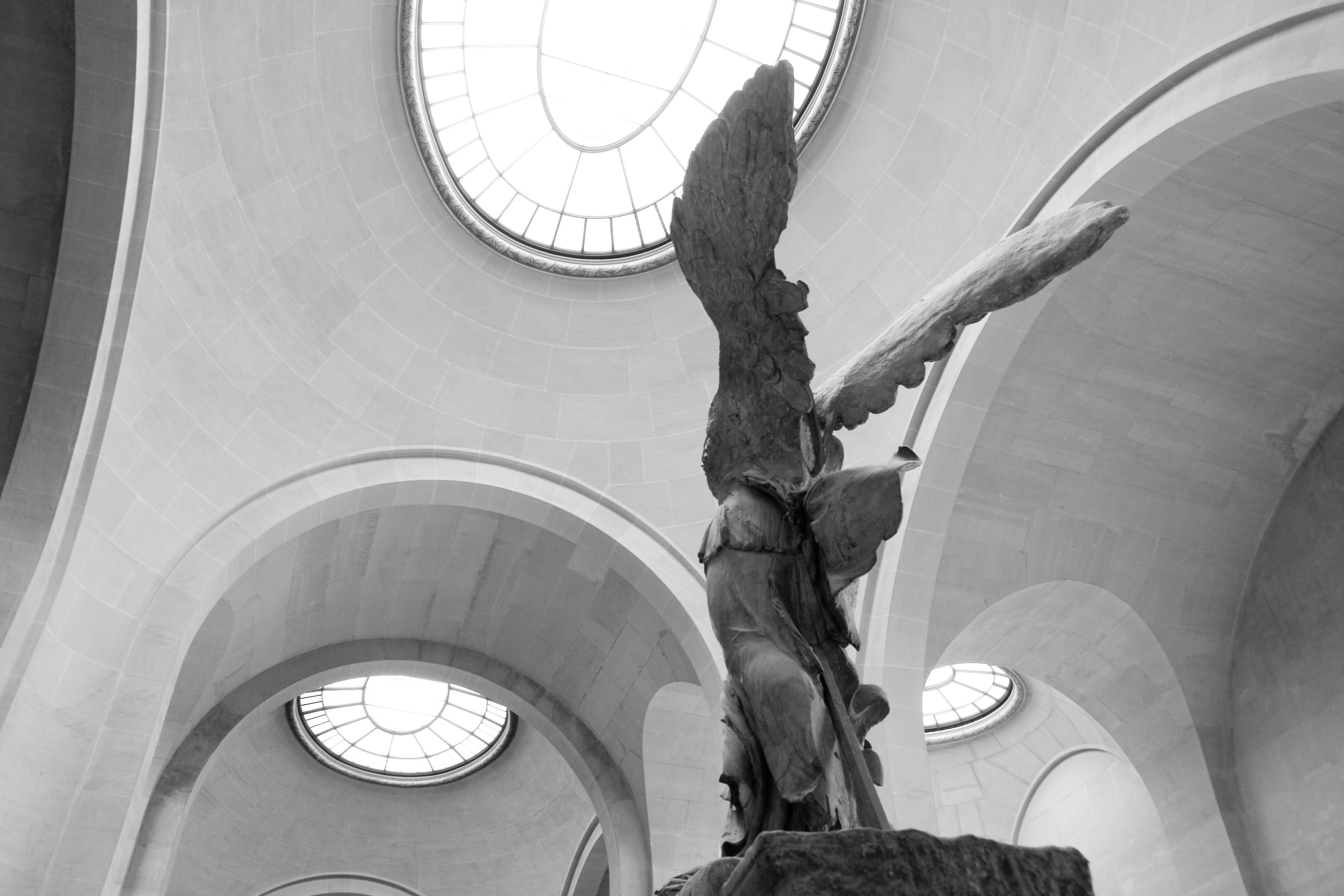
Tượng thần chiến thắng Samothrace Khoảng năm 190 TCN Đá, cao 328 cm
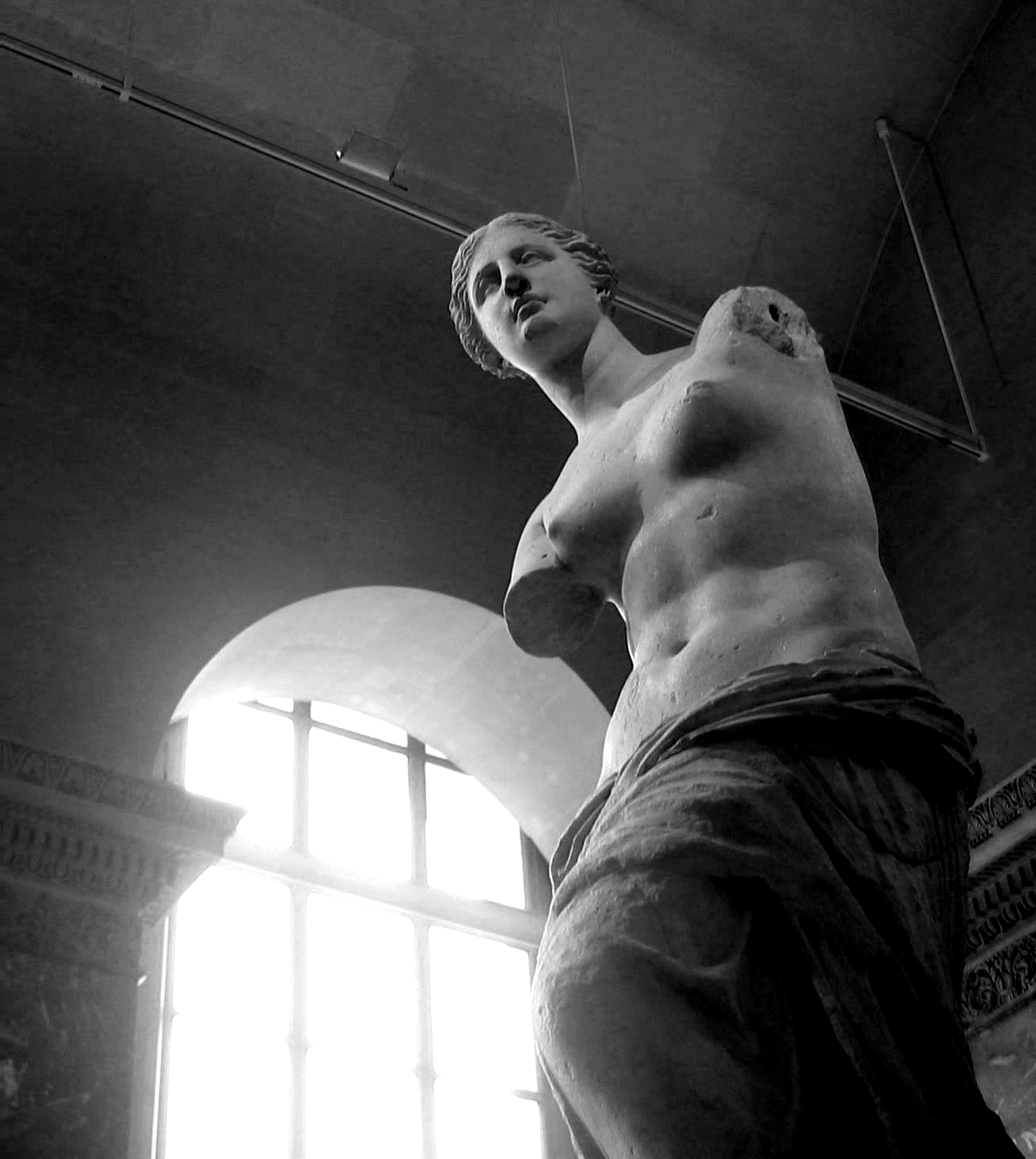
Tượng thần Vệ Nữ Khoảng 130-100 TCN Đá, cao 202 cm
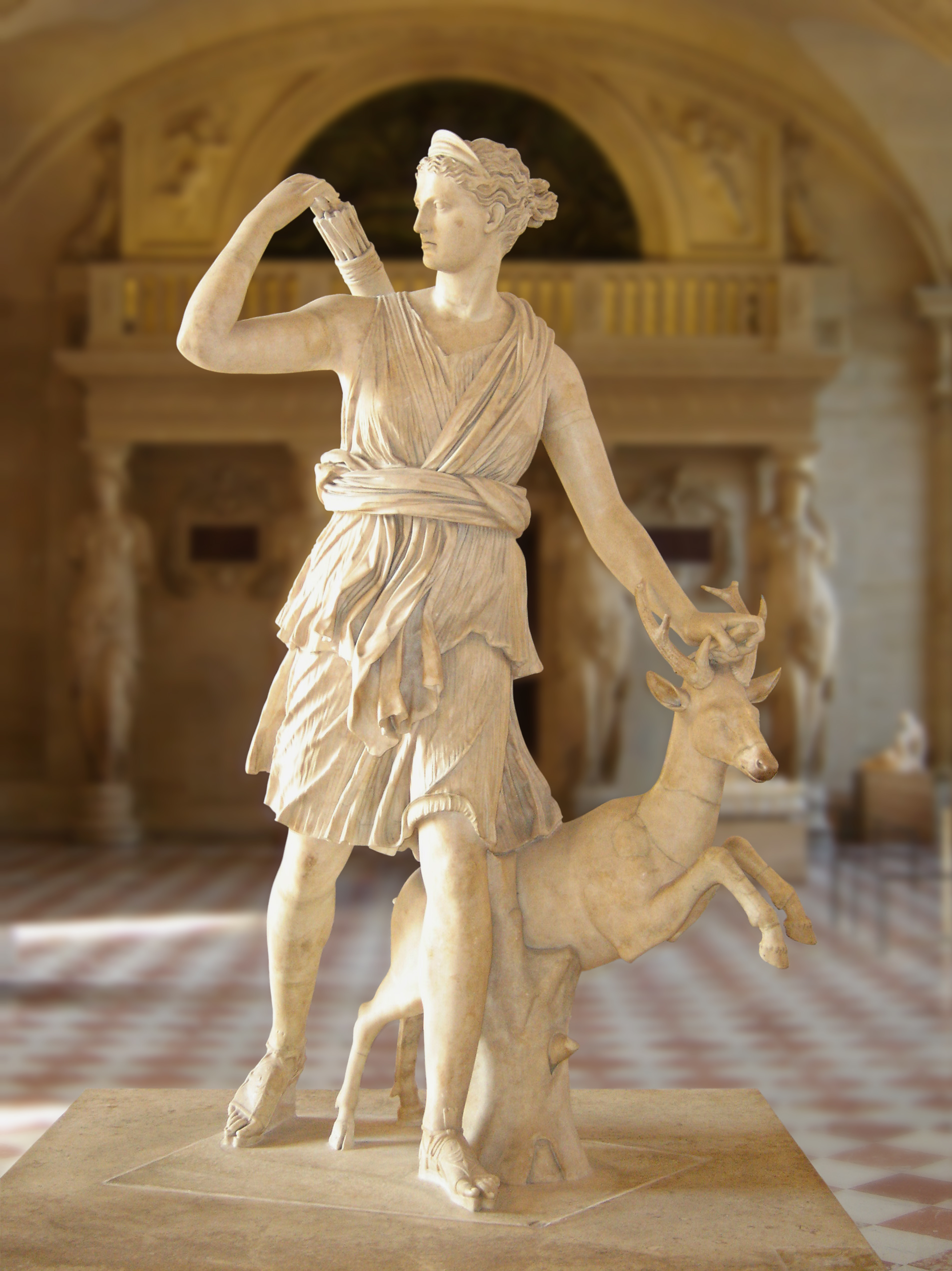
Diane de Versailles Khoảng thế kỷ 1-2 TCN Đá, cao 200 cm
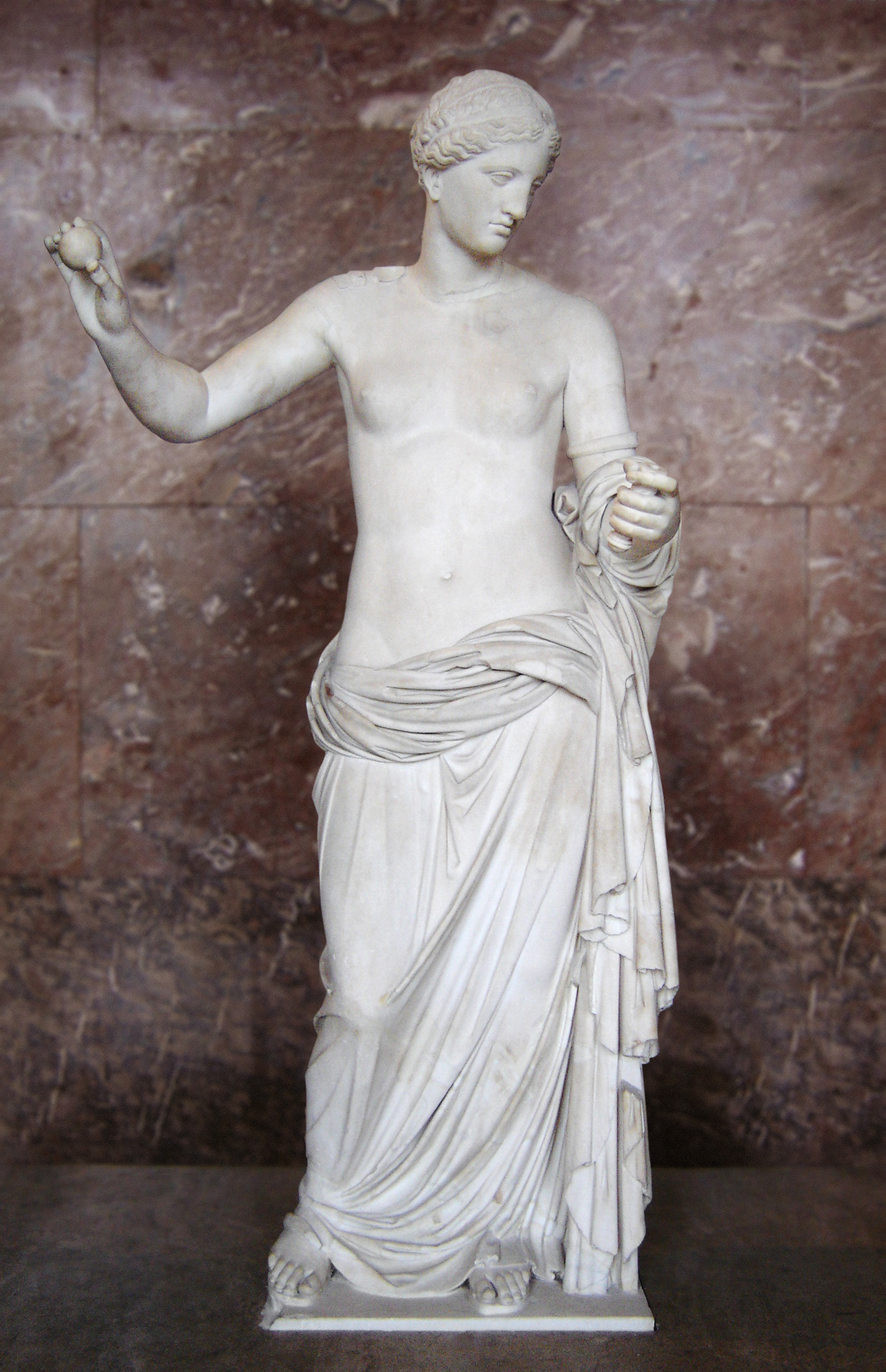
Vénus d'Arles Khoảng thế kỷ 1 TCN Đá, cao 194 cm
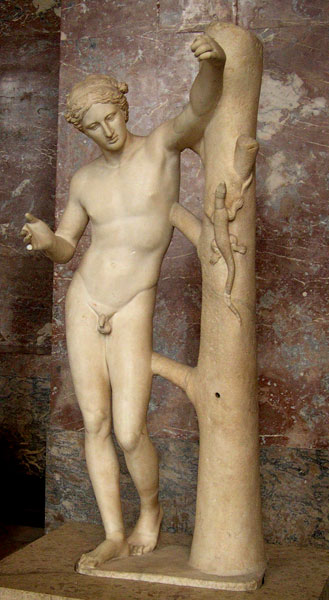
Apollo Sauroctonus Thế kỷ 1-2 Đá, cao 149 cm
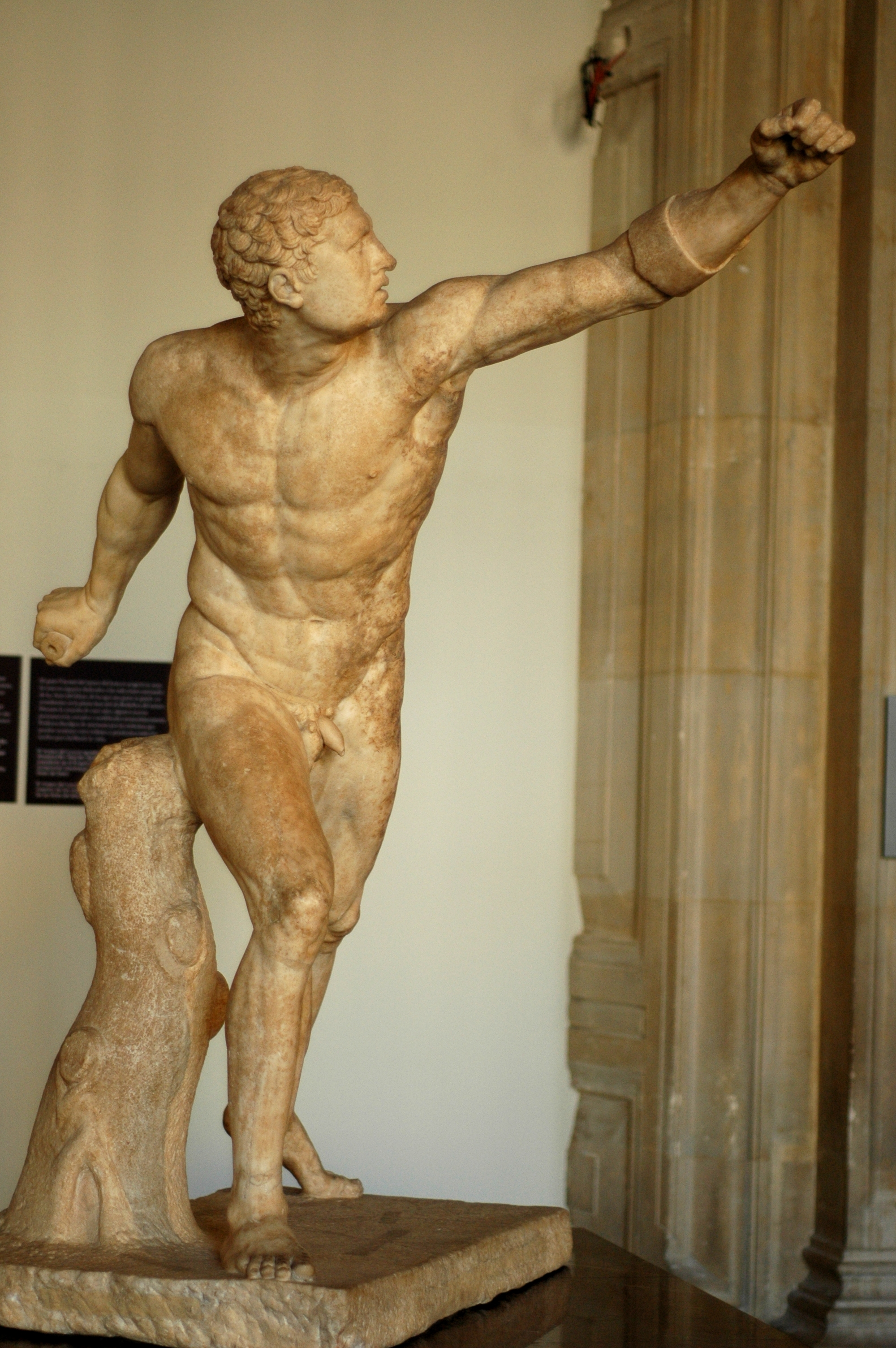
Đấu sĩ Borghese Agasias, 100 Đá, cao 199 cm
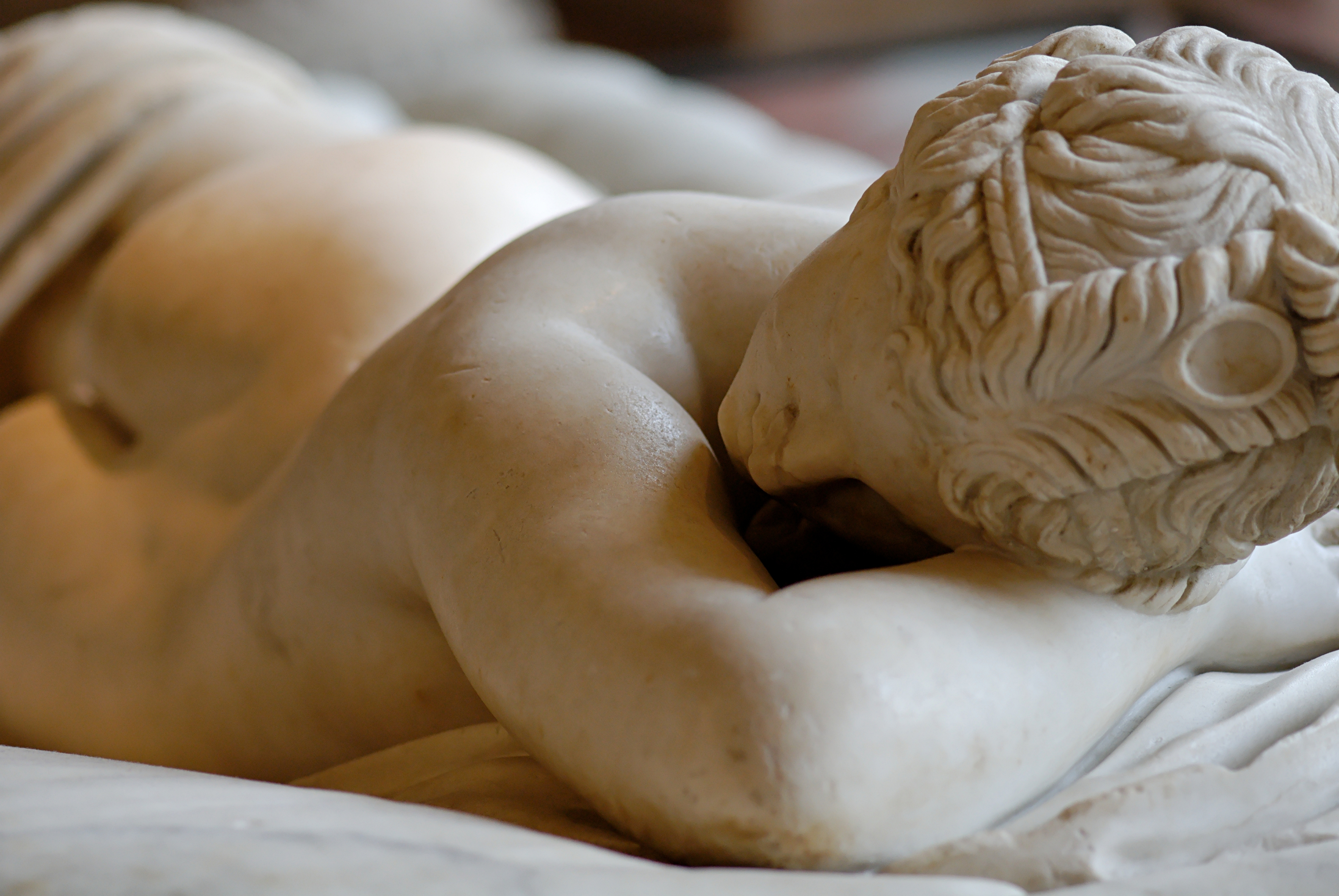
Hermaphrodite đang ngủ Thế kỷ 2 Đá, cao 89 cm
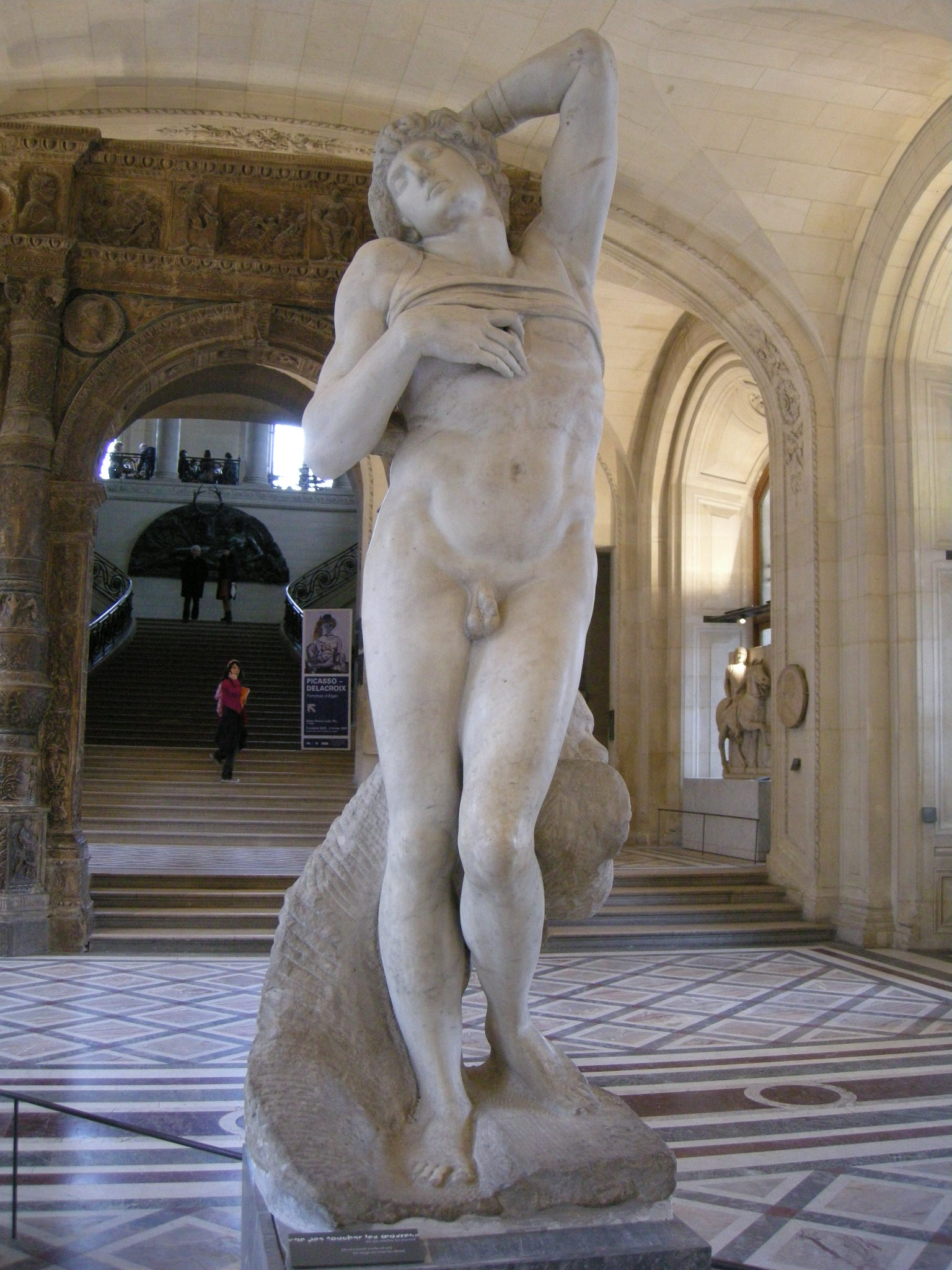
Người nô lệ hấp hối Michelangelo, 1513-1516 Đá, cao 228 cm
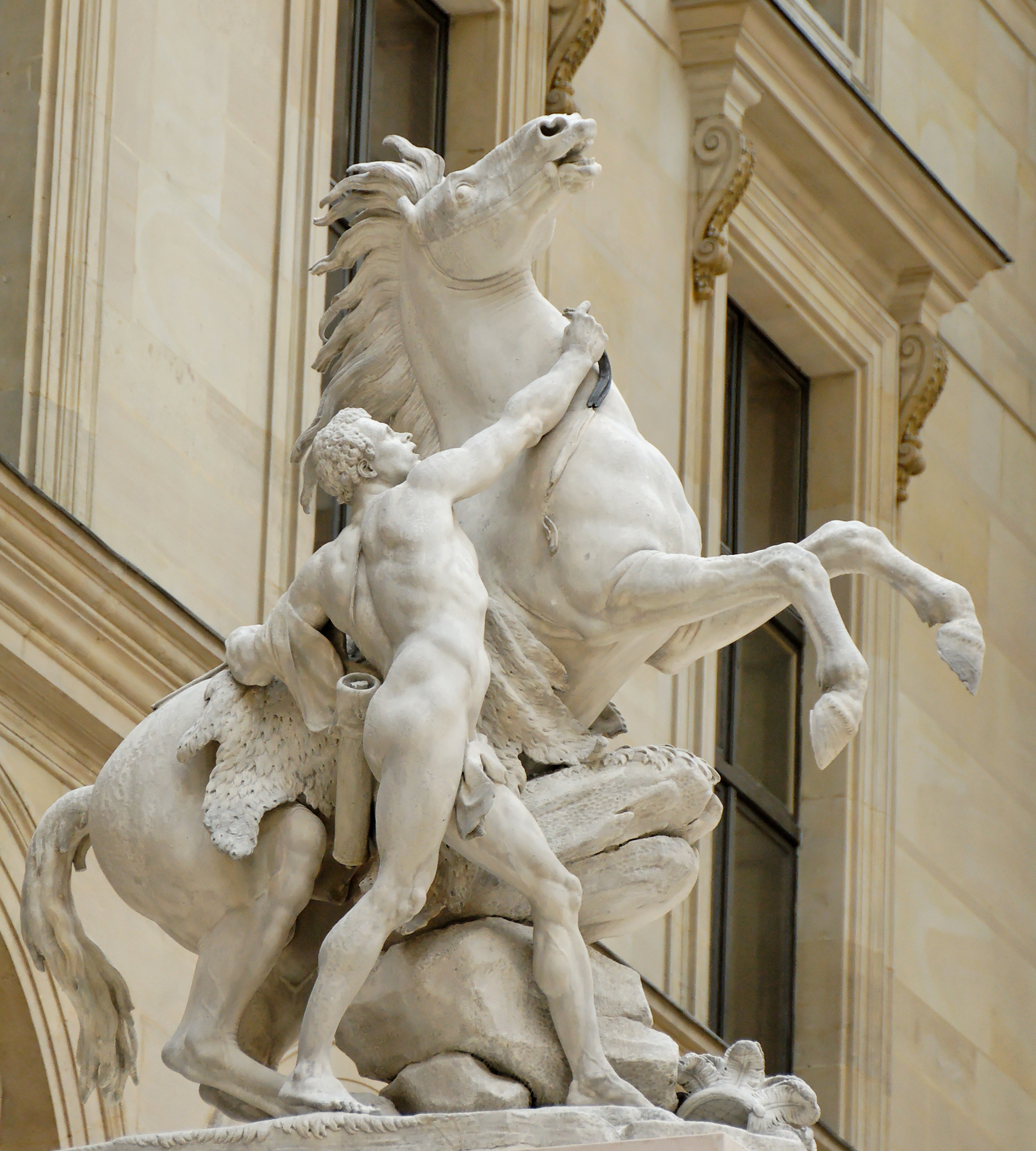
Chevaux de Marly Guillaume Coustou, 1739-1745 Đá, cao 340 cm
Amore e Psiche Antonio Canova, 1787-1793, 1800-1803 Đá trắng, cao 155 cm

### Hội họa

#### Phục Hưng

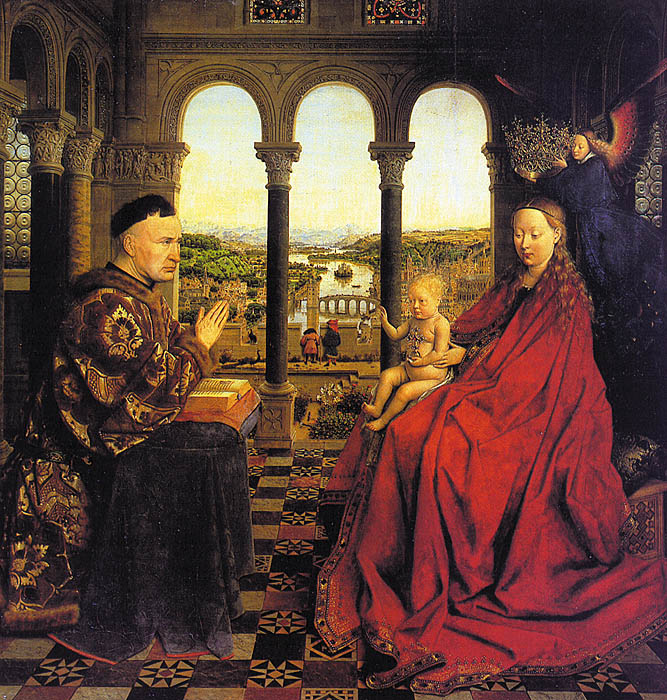
Madonna of Chancellor Rolin Jan van Eyck, 1435 Sơn dầu, 66 × 62 cm
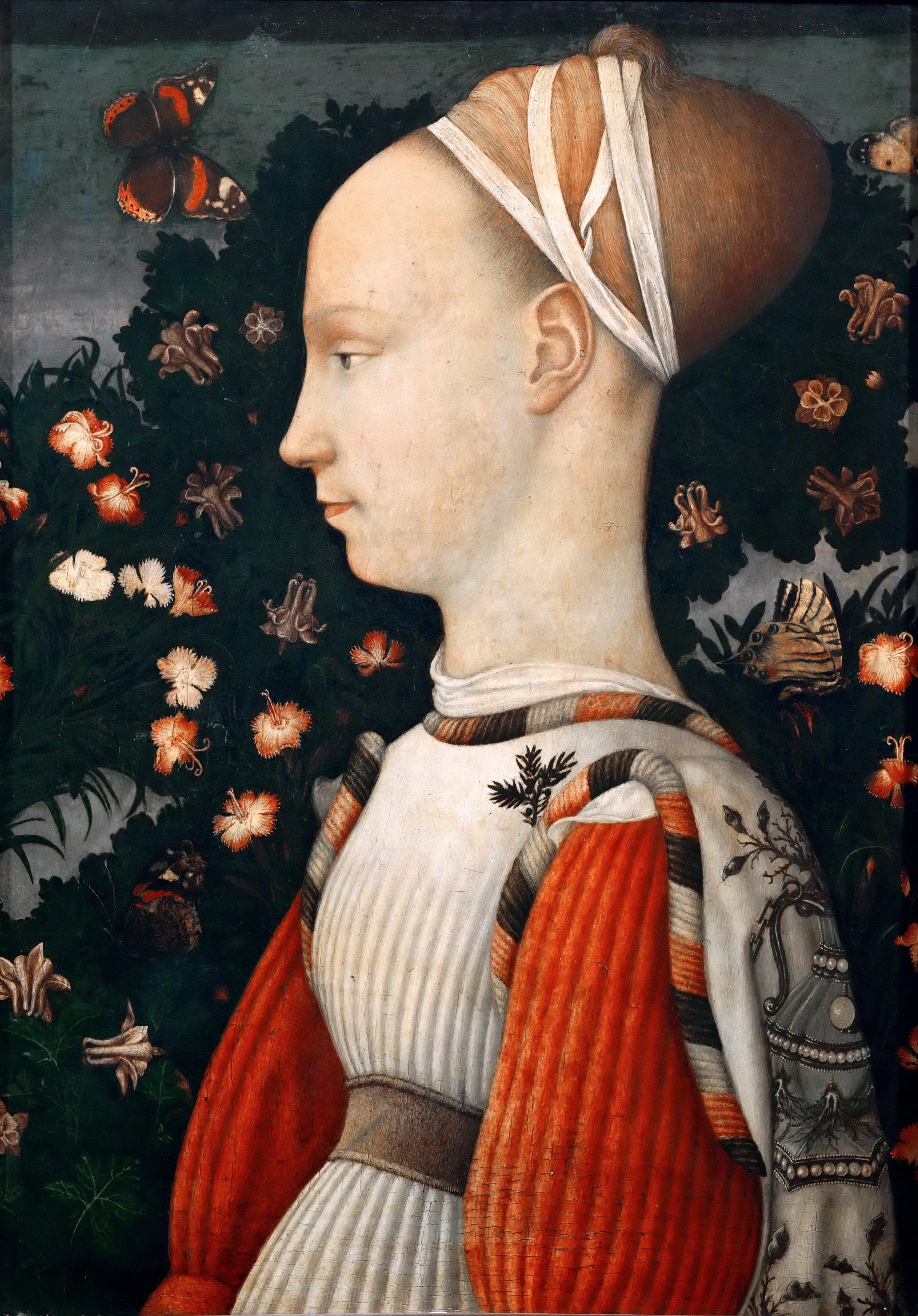
Portrait of Princess Pisanello, 1435-1449 Màu keo, 43 × 30 cm
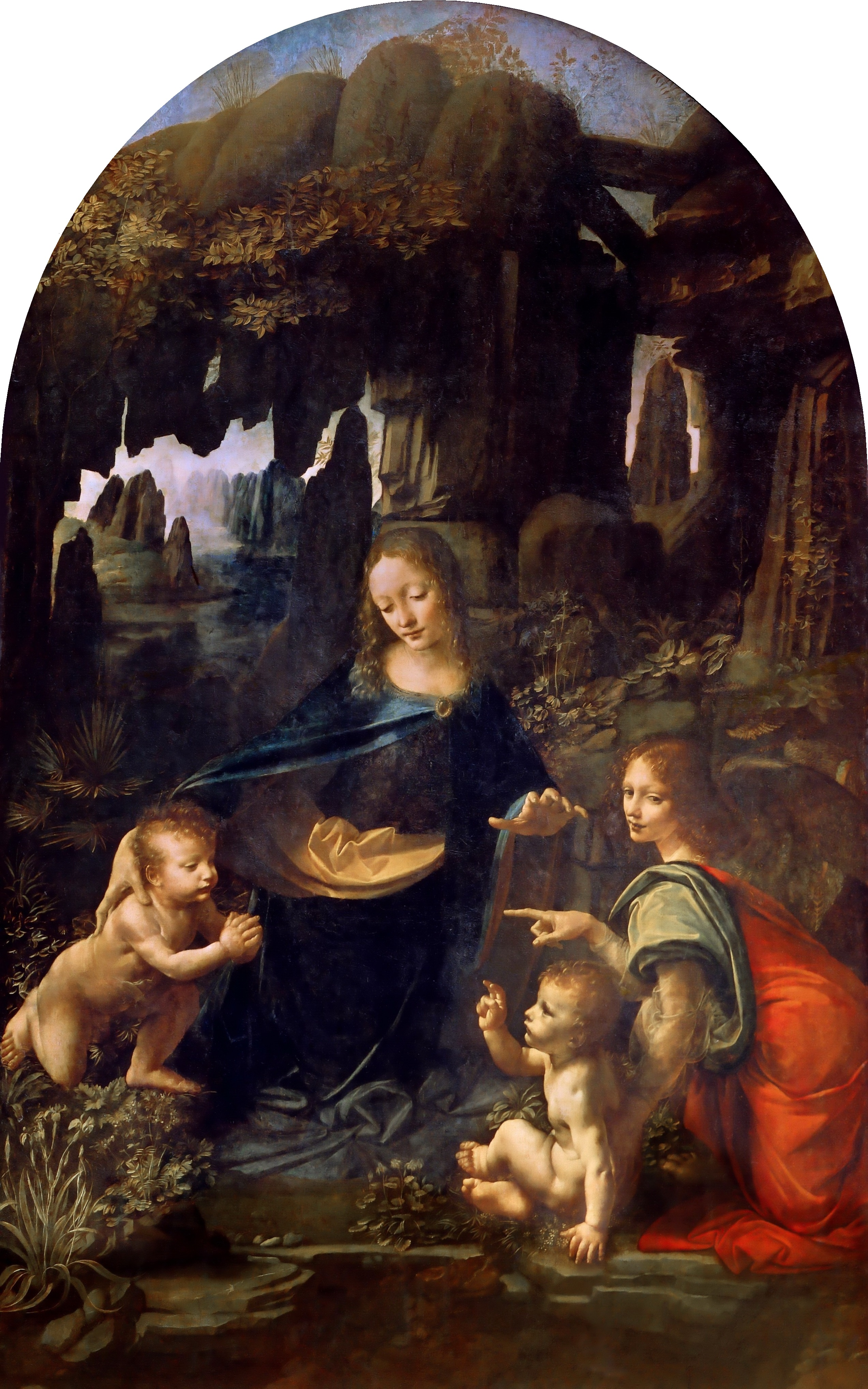
Virgin of the Rocks Leonardo Da Vinci, 1483-1486 Sơn dầu, 199 × 122 cm
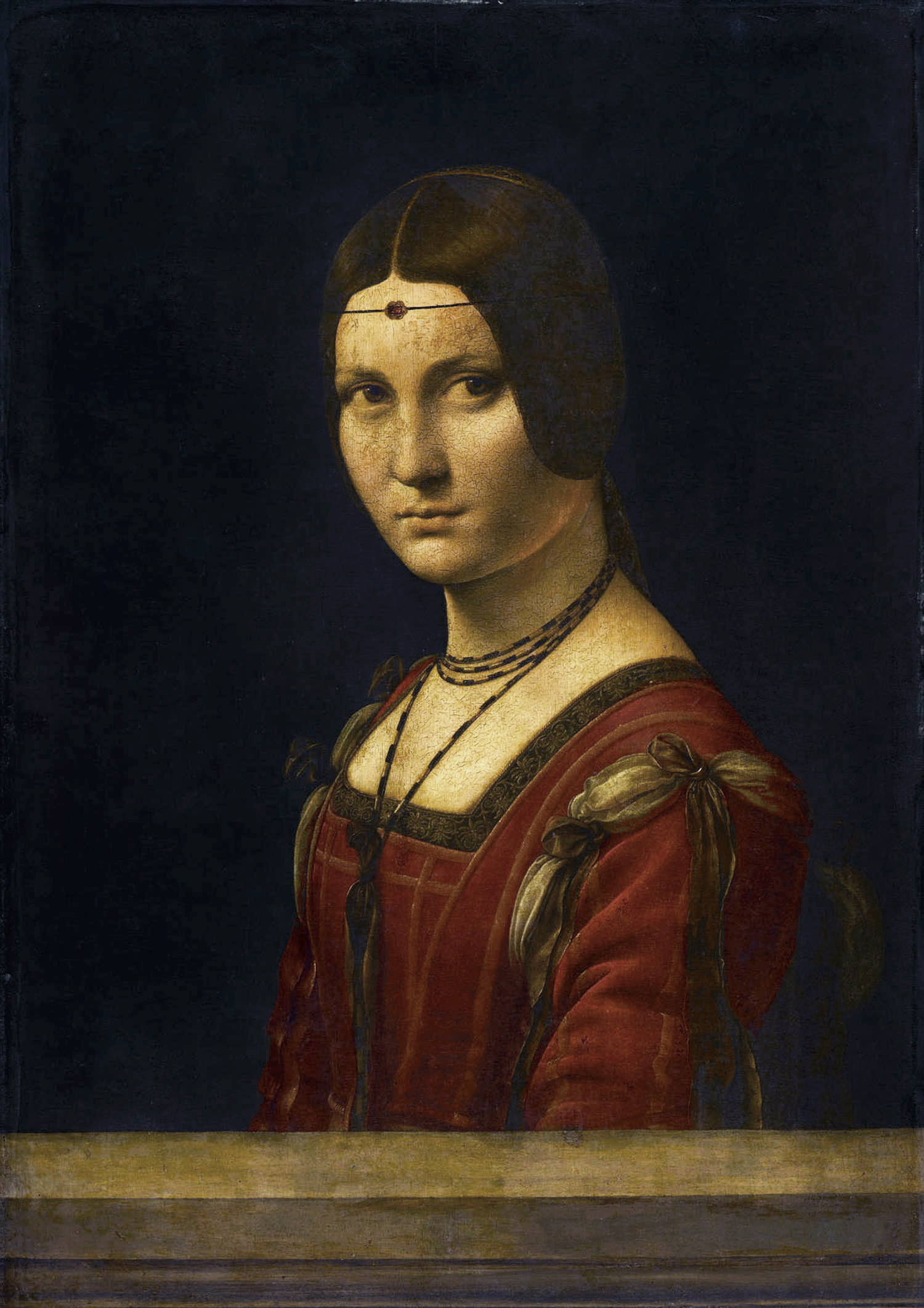
La Belle Ferronière Leonardo da Vinci, 1490-1496 Sơn dầu, 62 × 44 cm
Mona Lisa Leonardo da Vinci, 1503-1506 Sơn dầu trên gỗ, 77 × 53 cm
The Virgin and Child with St Anne Leonardo da Vinci, 1508 Sơn dầu trên gỗ, 168 × 112 cm
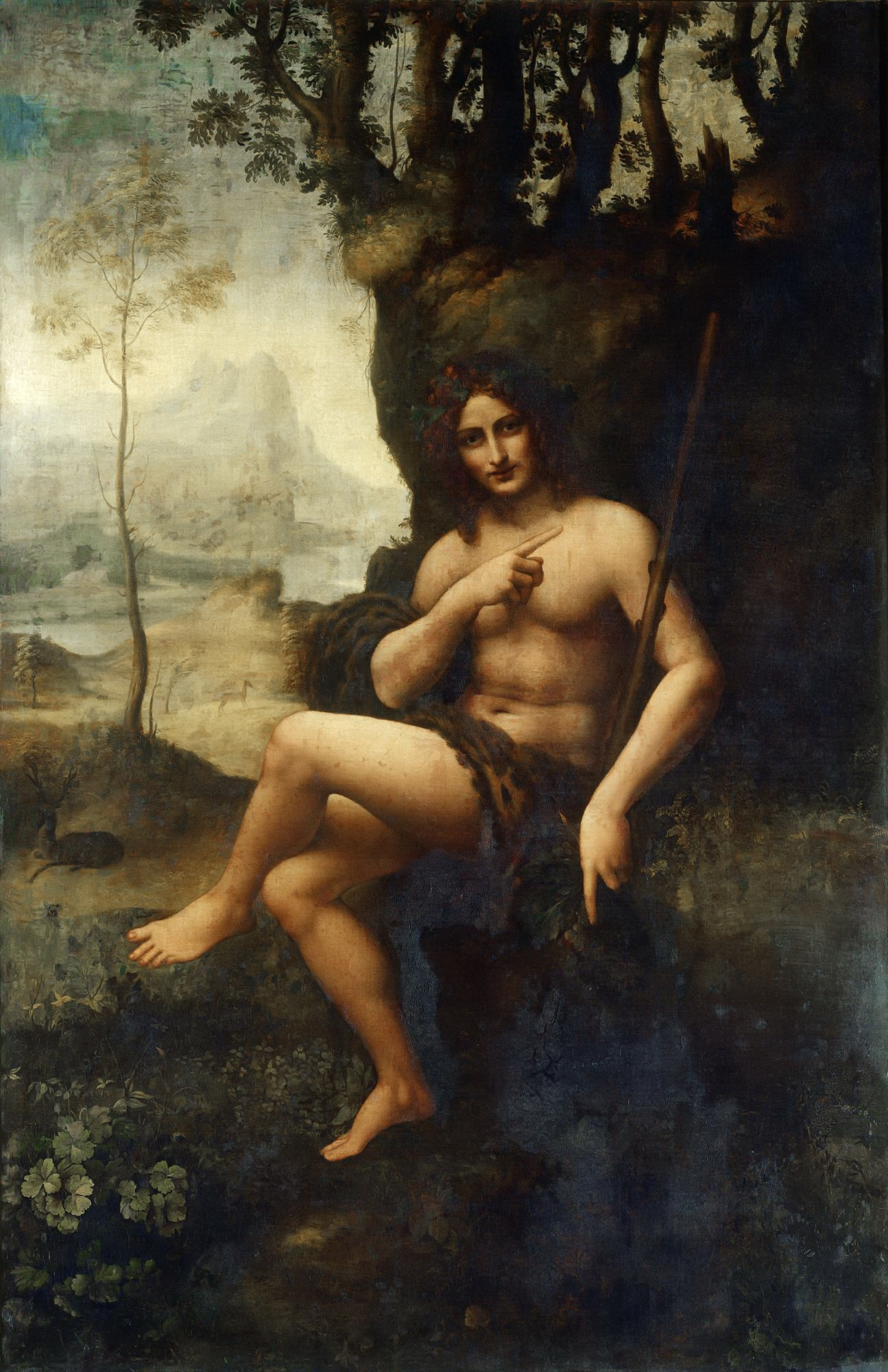
Bacchus Leonardo da Vinci, 1510-1515 Sơn dầu trên gỗ, 177 × 115 cm
St. John the Baptist Leonardo da Vinci, 1513-1516 Sơn dầu trên gỗ, 69 × 57 cm
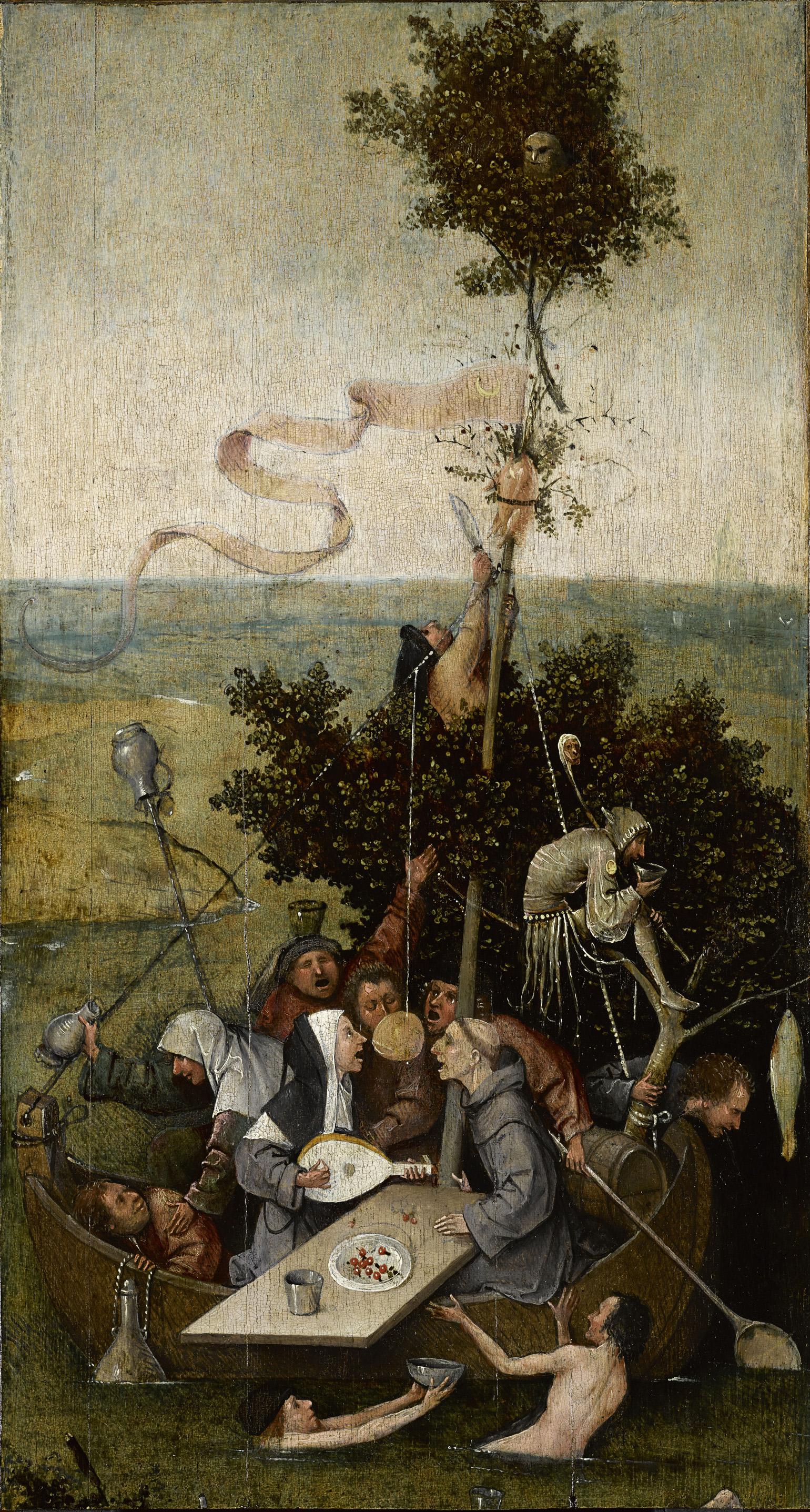
Ship of Fools Hieronymous Bosch, khoảng 1500 Sơn dầu trên gỗ, 58 × 33 cm
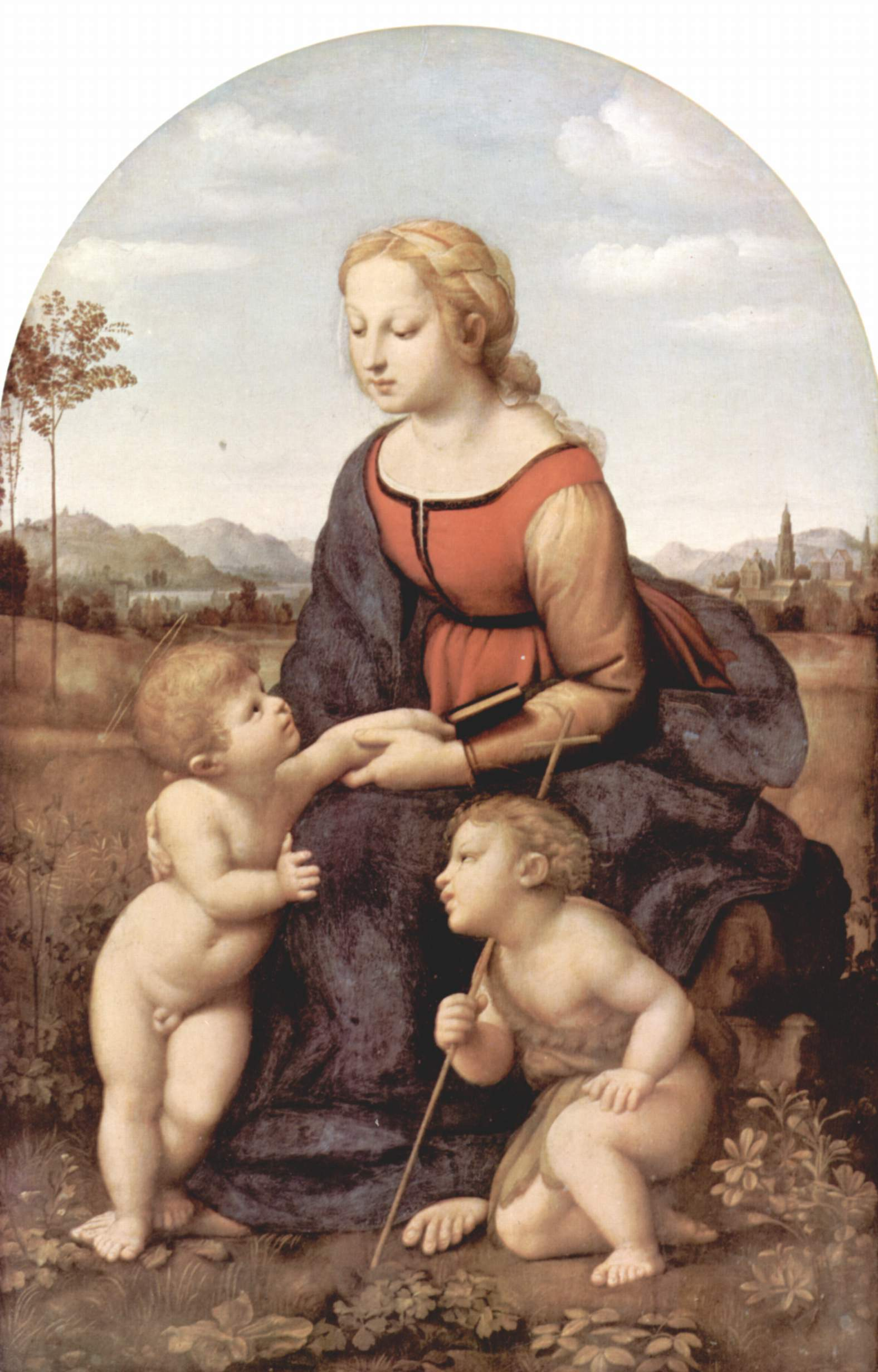
La belle jardinière Raphael, 1507 Sơn dầu, 122 × 80 cm
Portrait of Balthasar Castiglione Raphael, 1514-1515 Sơn dầu, 82 × 67 cm
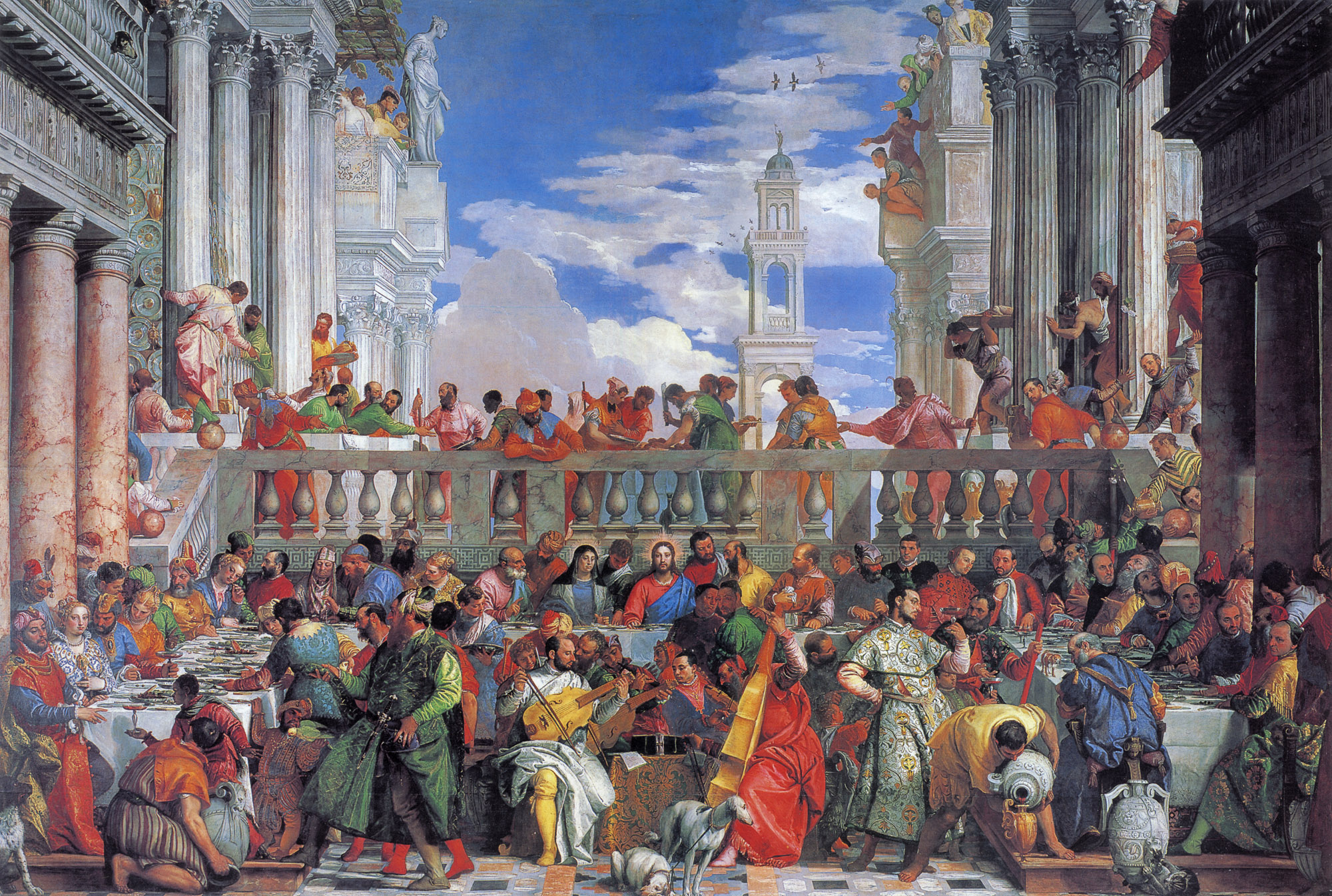
The Wedding at Cana Paolo Veronese, 1563 Sơn dầu, 666 × 990 cm

#### Baroque và Rococo

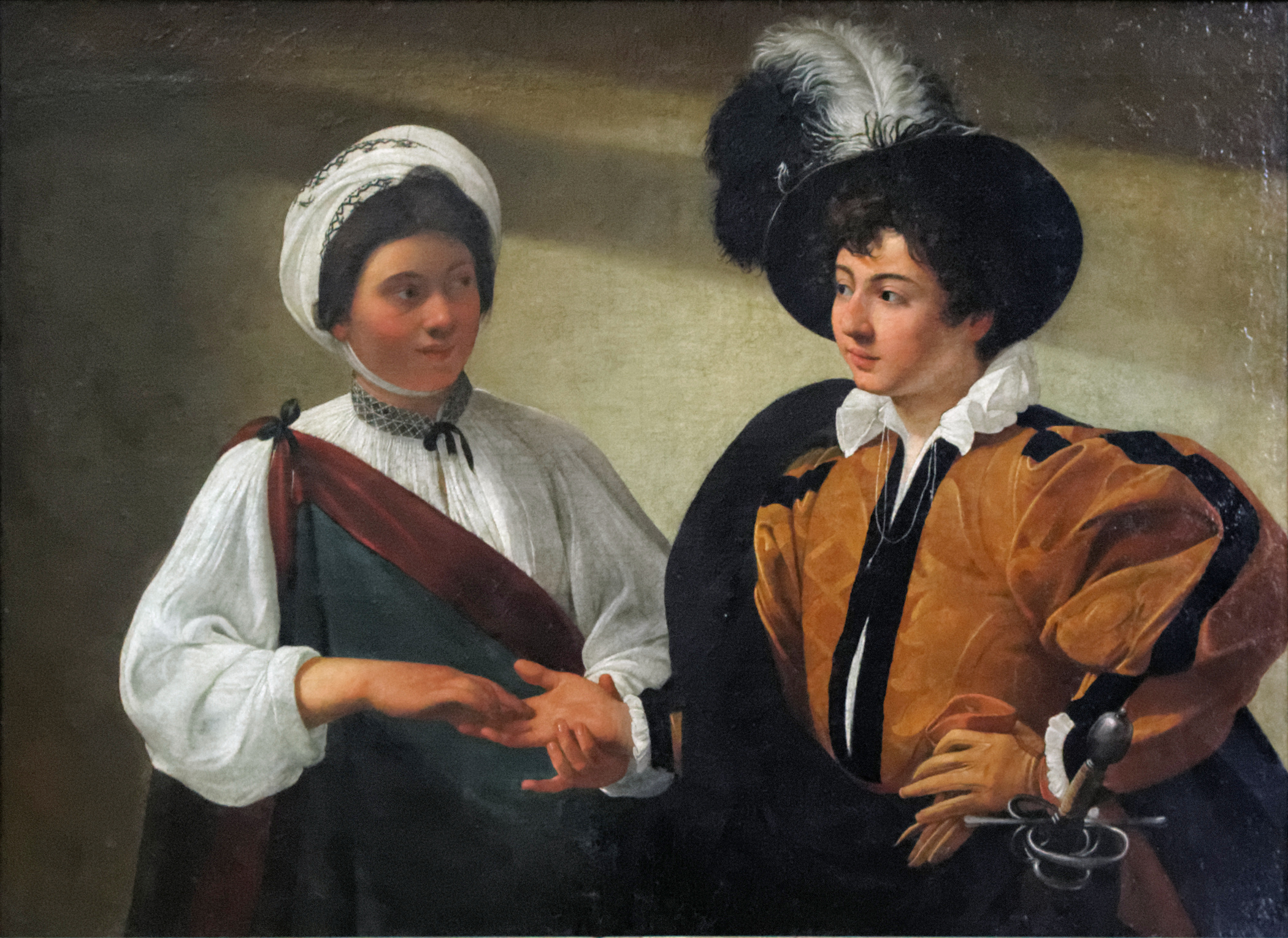
The Fortune Teller Caravaggio, khoảng 1595 Sơn dầu, 93 × 131 cm
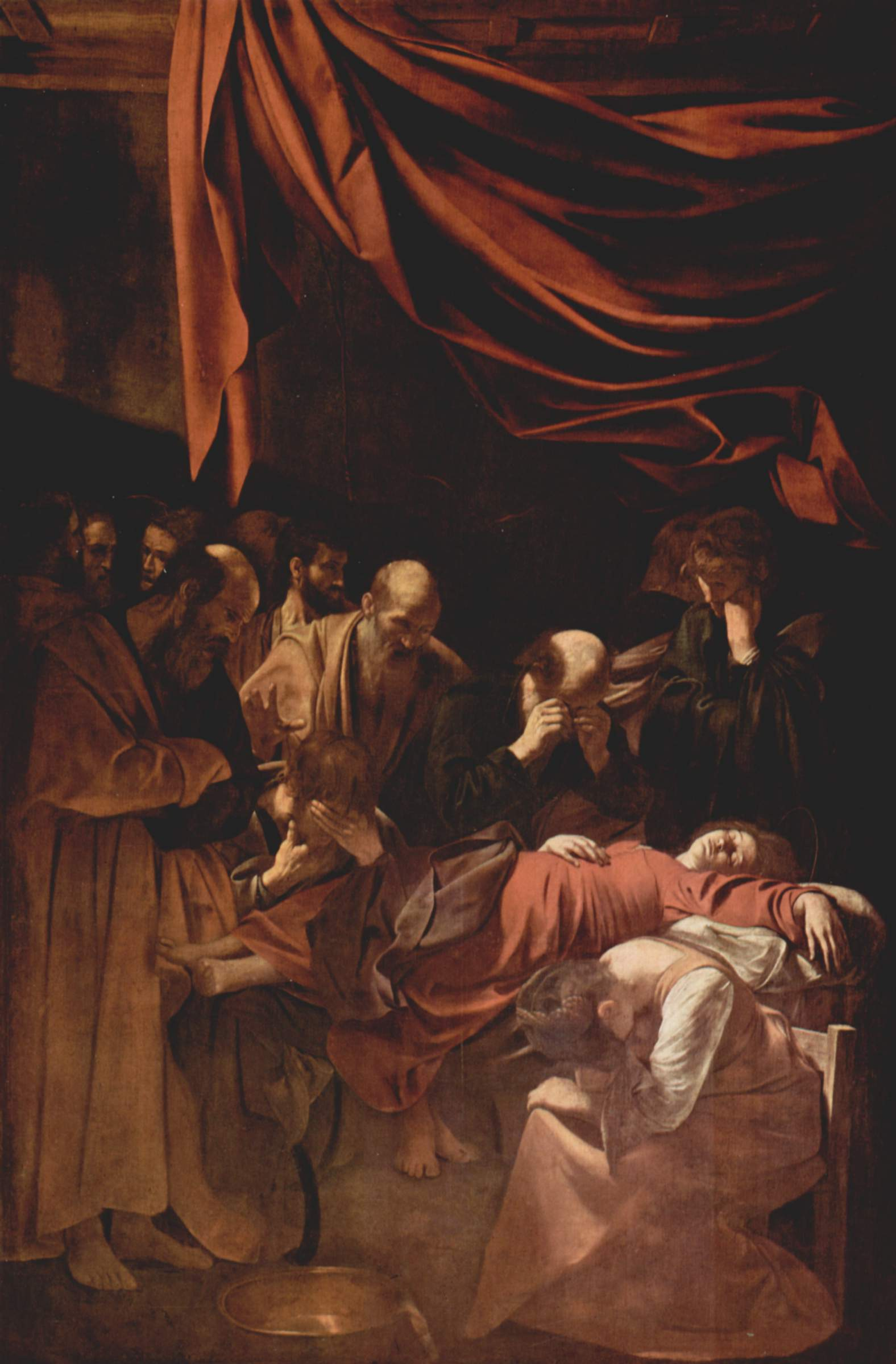
Death of the Virgin Caravaggio, 1604-1606 Sơn dầu, 369 × 245 cm
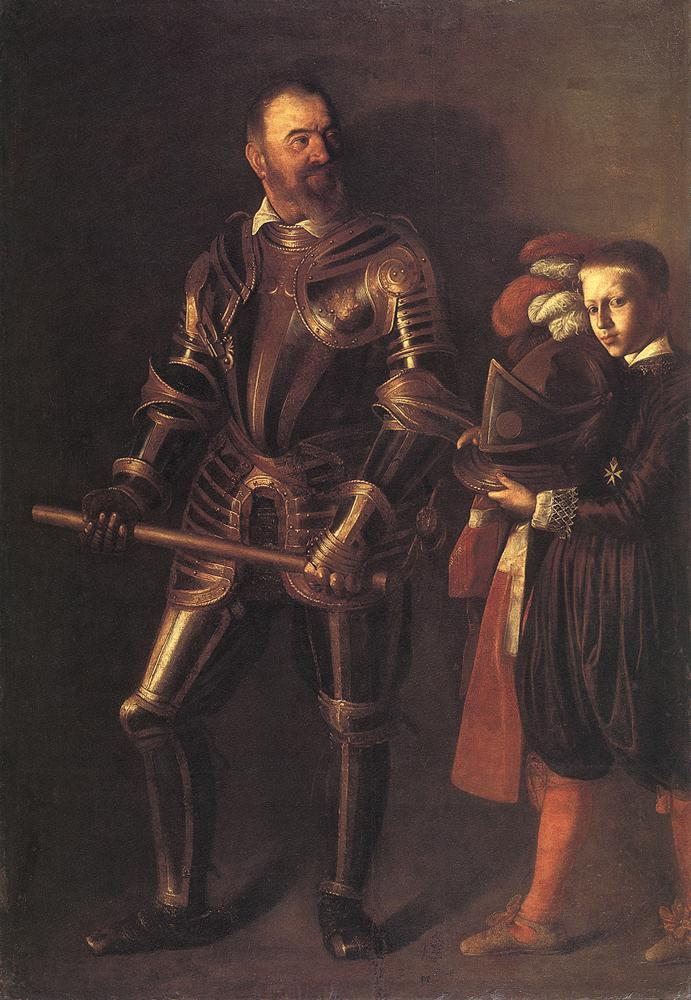
Portrait of Alof de Wignacourt with his Page Caravaggio, 1607-1608 Sơn dầu, 195 × 134 cm
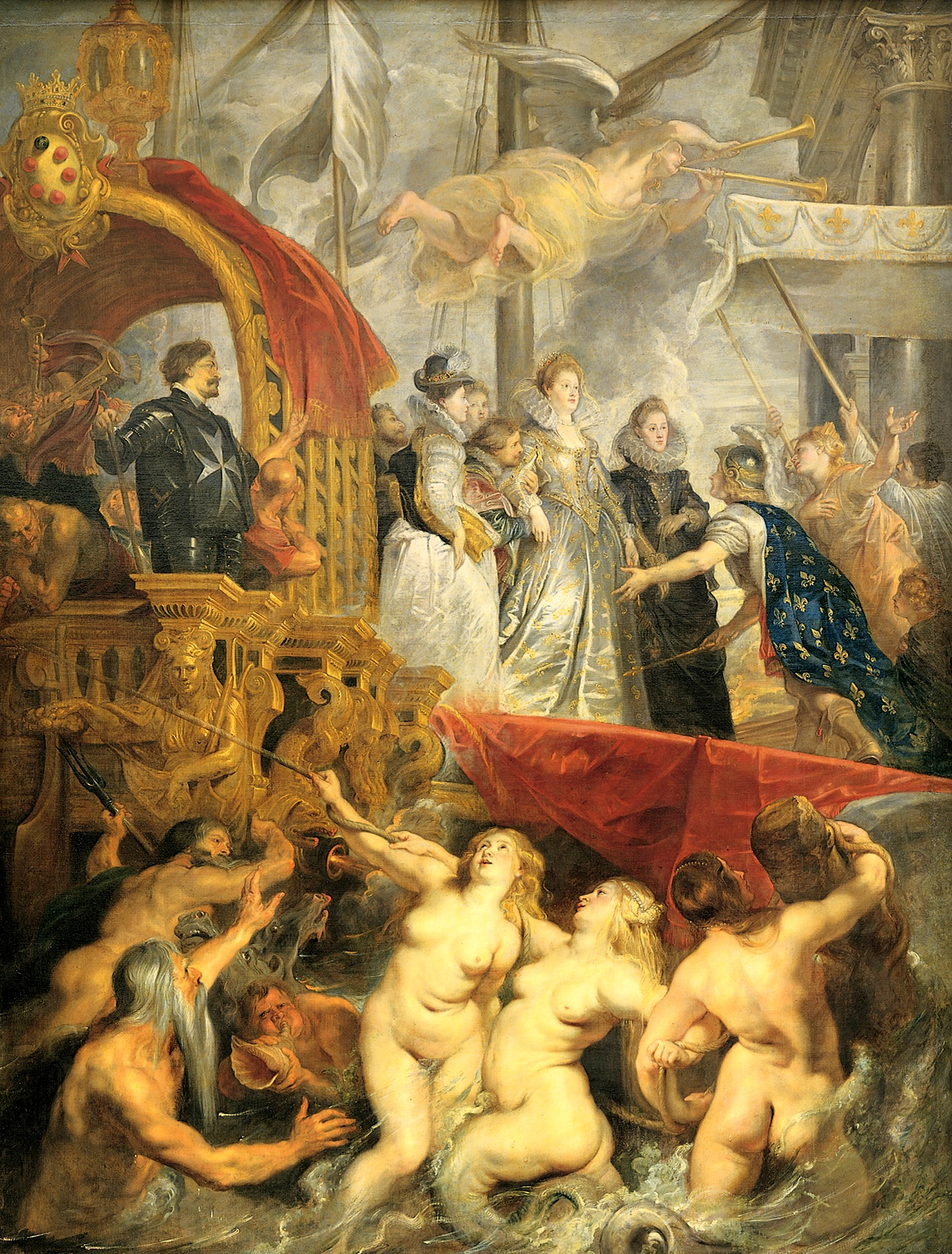
The Disembarkation at Marseilles Peter Paul Rubens, 1622-1625 Sơn dầu, 394 × 295 cm
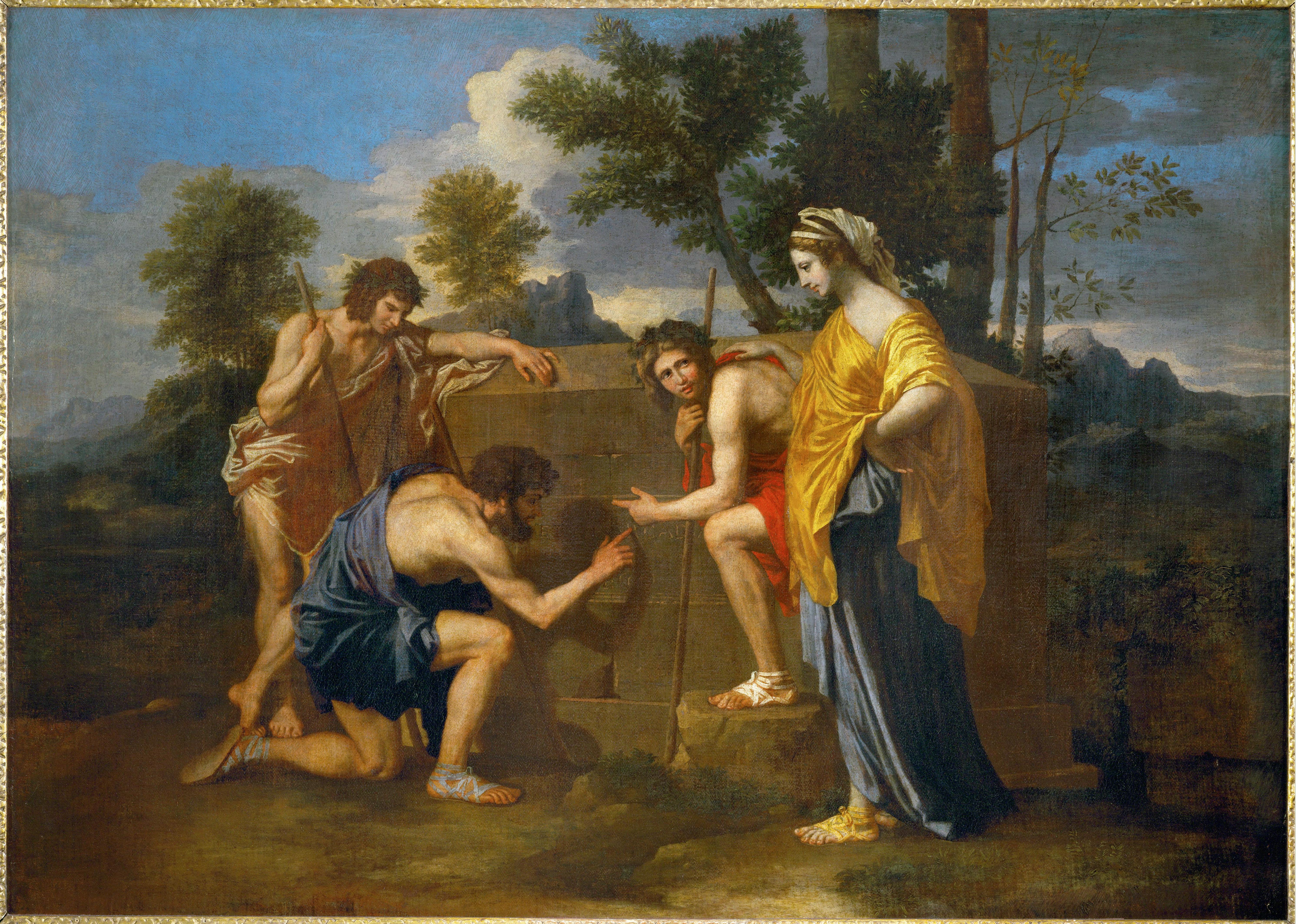
Et in Arcadia ego Nicolas Poussin, 1637-1638 Sơn dầu, 185 × 121 cm
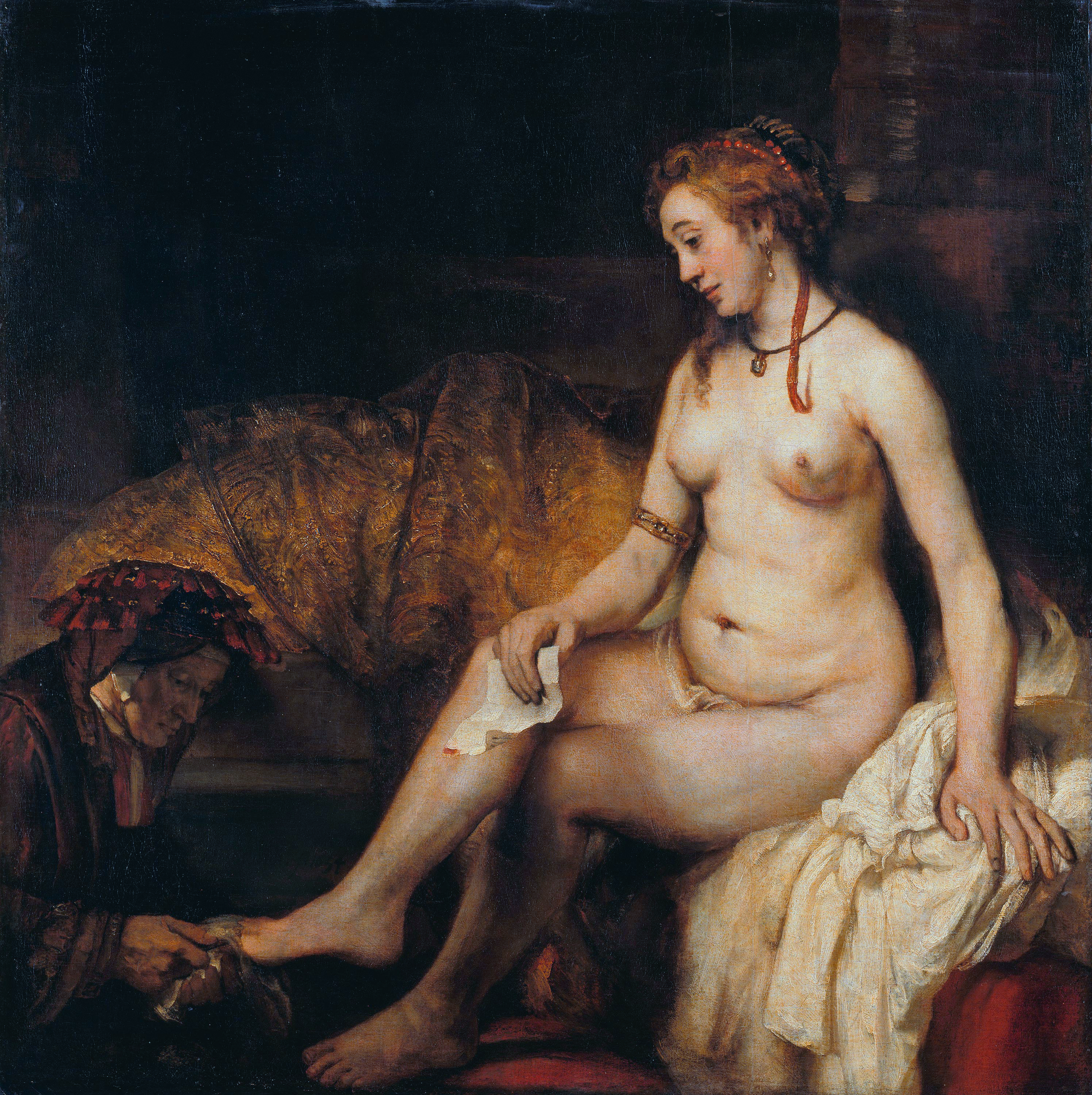
Bathsheba at Her Bath Rembrandt, 1654 Sơn dầu, 142 × 142 cm
The nhà thiên văn họcJohannes Vermeer, 1668Sơn dầu, 51 × 45 cmThe nhà thiên văn học Johannes Vermeer, 1668 Sơn dầu, 51 × 45 cm
Pèlerinage à l'île de Cythère Antoine Watteau, 1717 Sơn dầu, 129 × 194 cm

#### Tân cổ điển

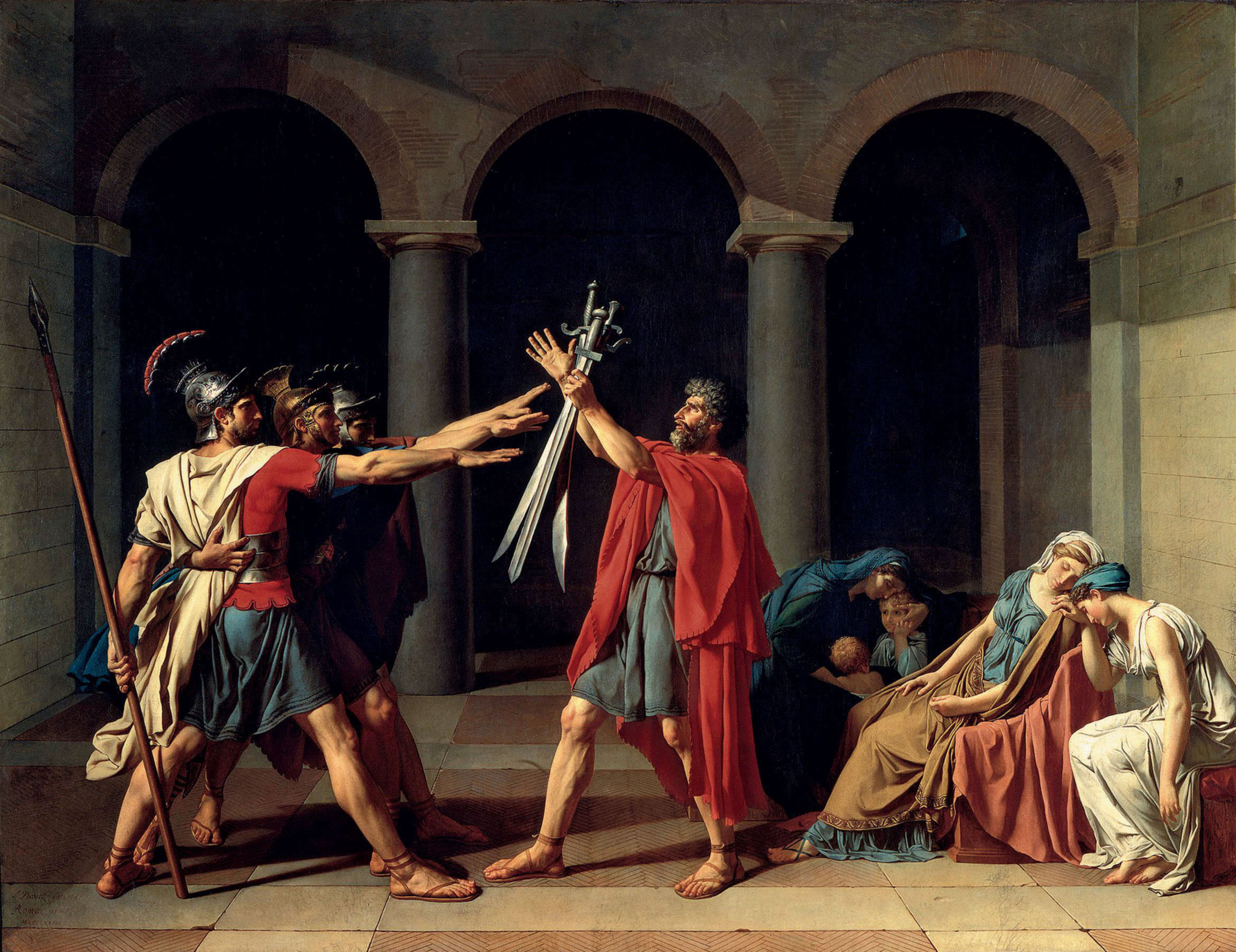
Le Serment des Horaces Jacques-Louis David, 1784 Sơn dầu, 326 × 420 cm
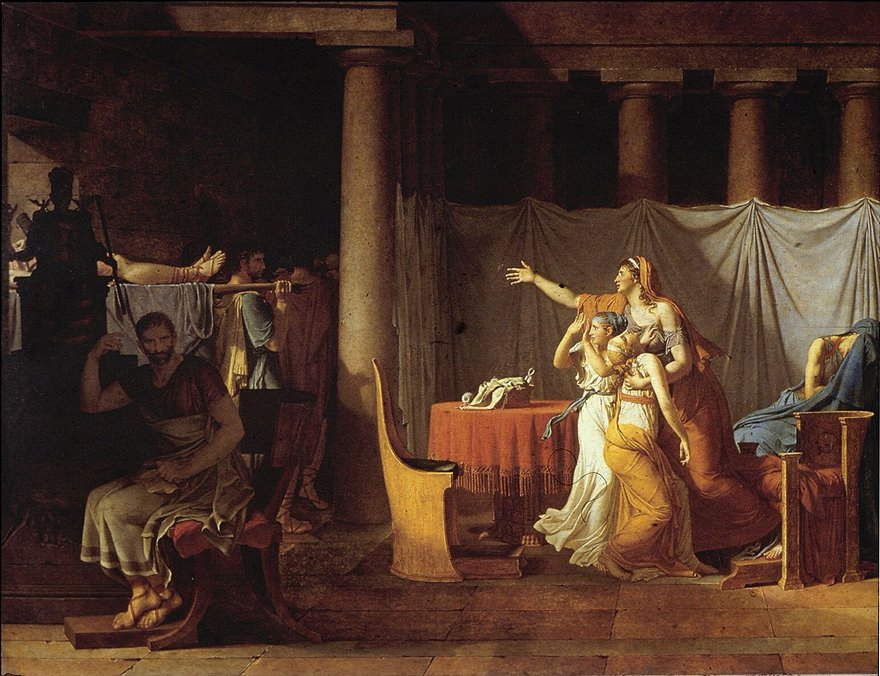
Les licteurs rapportent à Brutus les corps de ses fils Jacques-Louis David, 1789 Sơn dầu, 323 × 422 cm
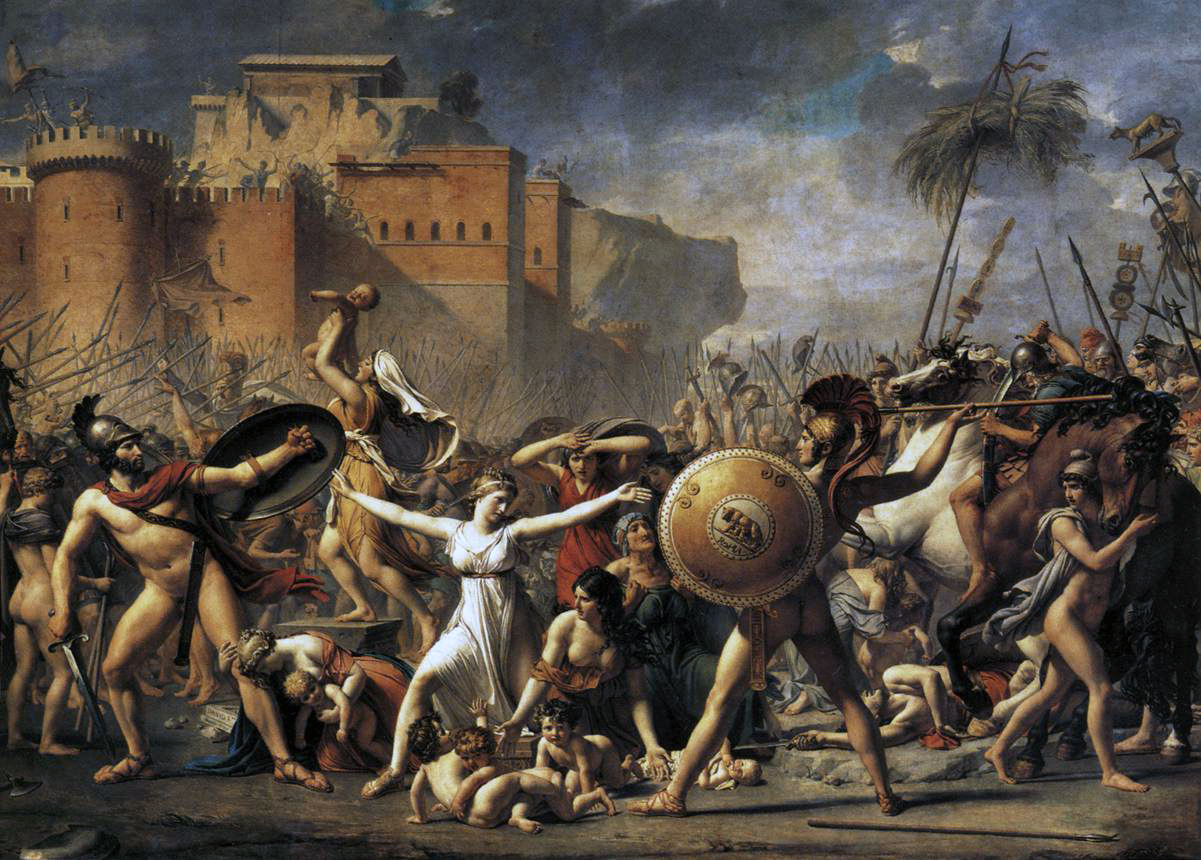
Les Sabines Jacques-Louis David, 1799 Sơn dầu, 522 × 385 cm
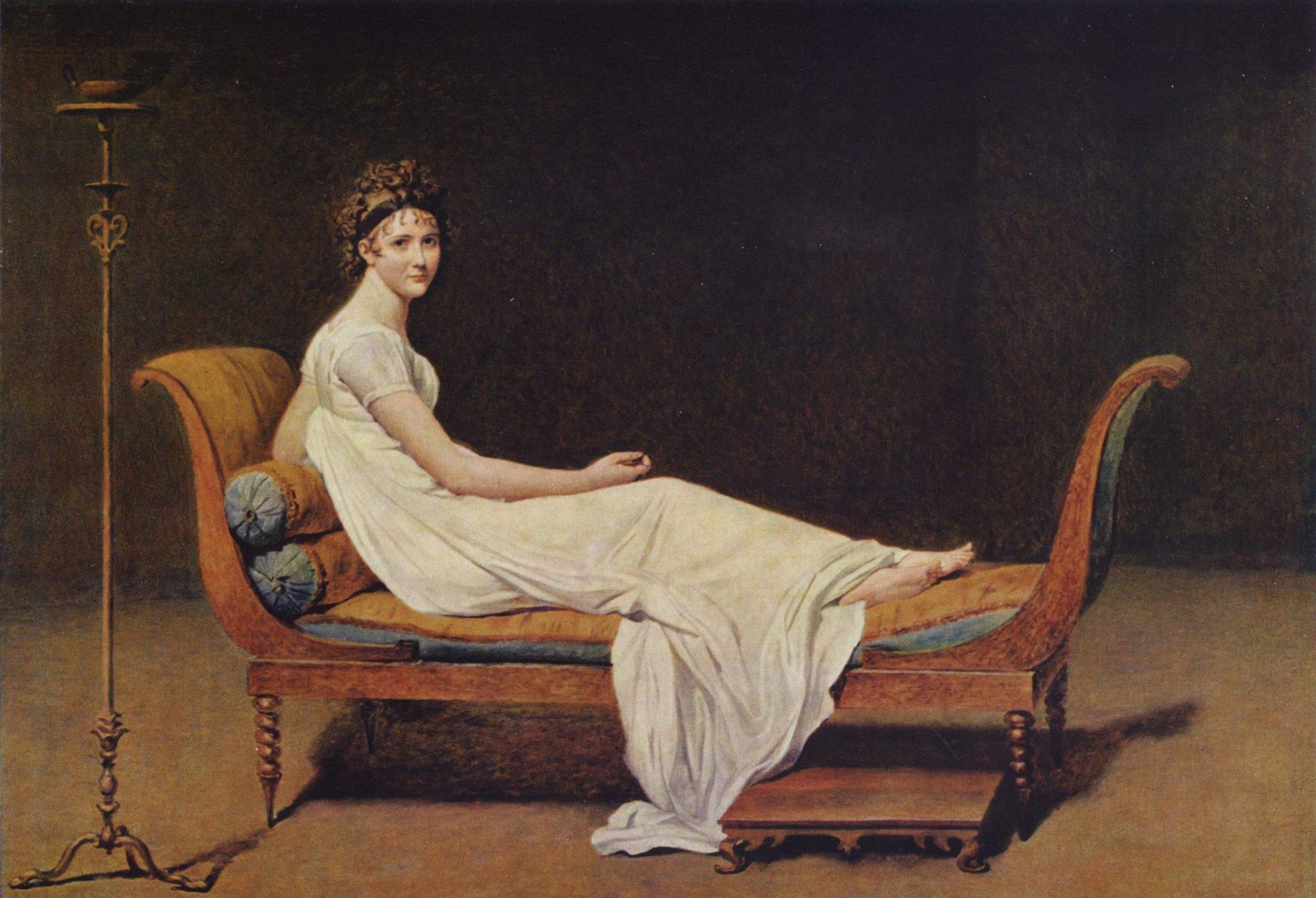
Portrait de madame Récamier Jacques Louis David, 1800 Sơn dầu, 174 × 224 cm
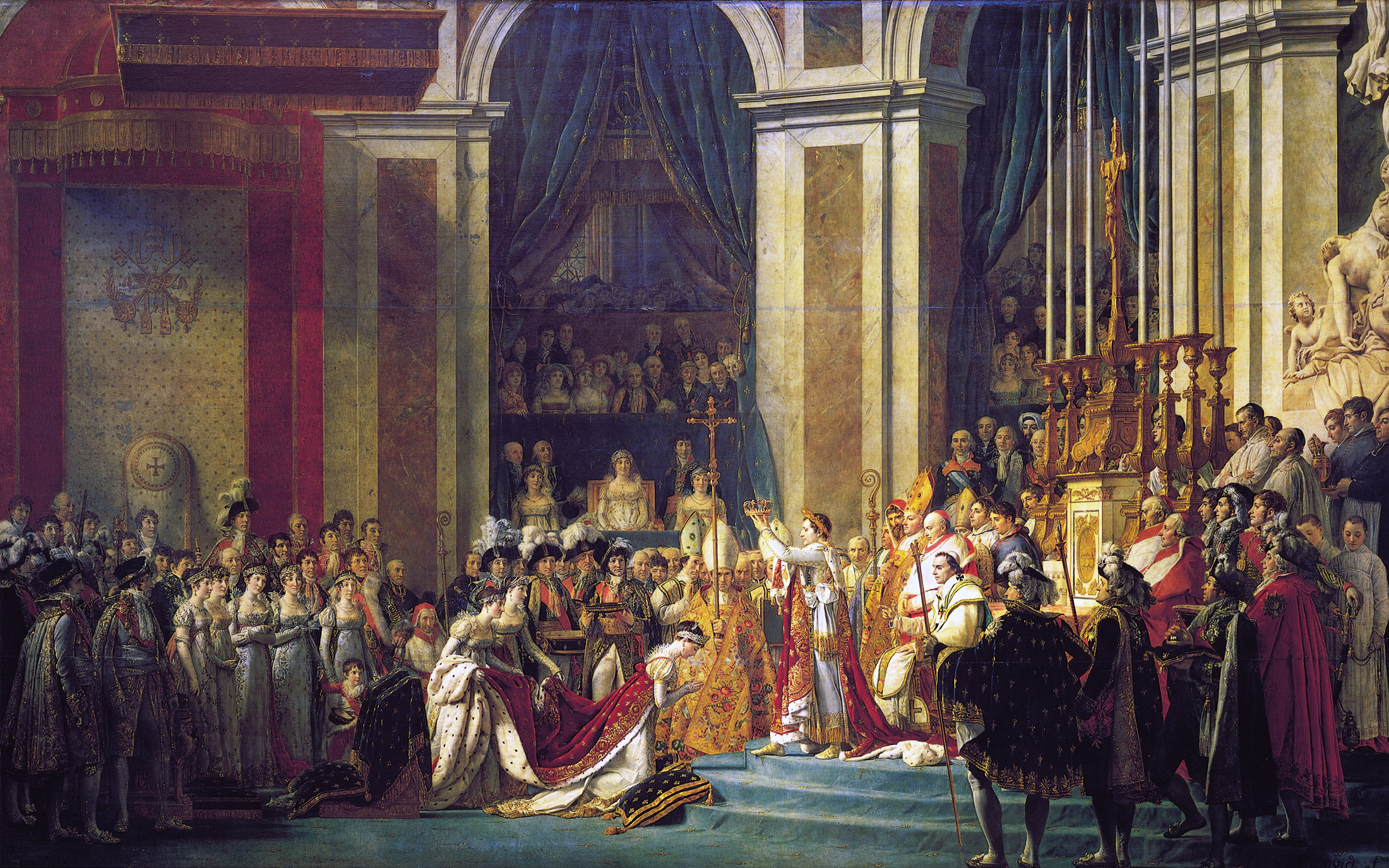
Le Sacre de Napoléon Jacques-Louis David, 1805-1807 Sơn dầu, 621 × 979 cm
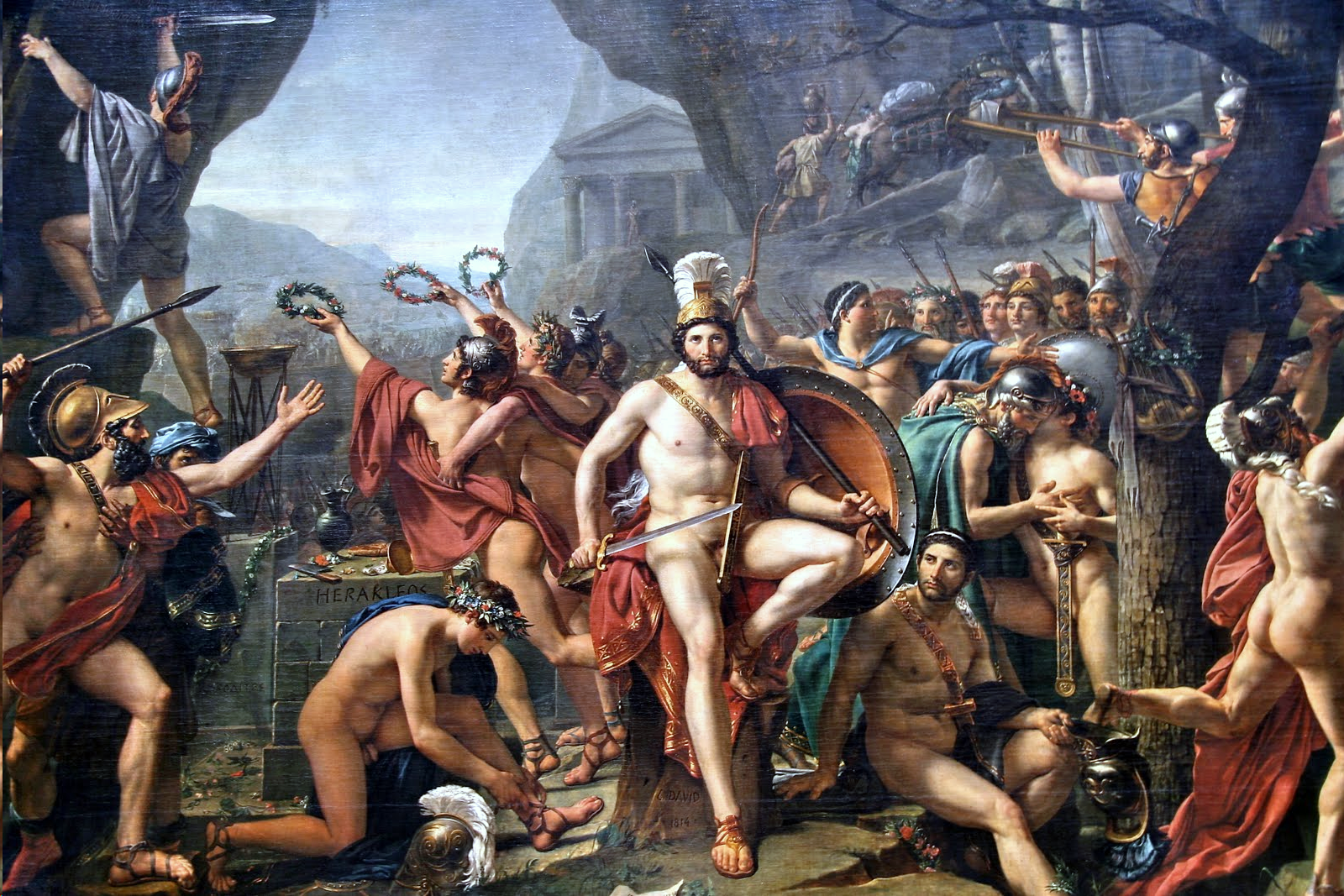
Léonidas aux Thermopyles Jacques-Louis David, 1814 Sơn dầu, 395 × 531 cm
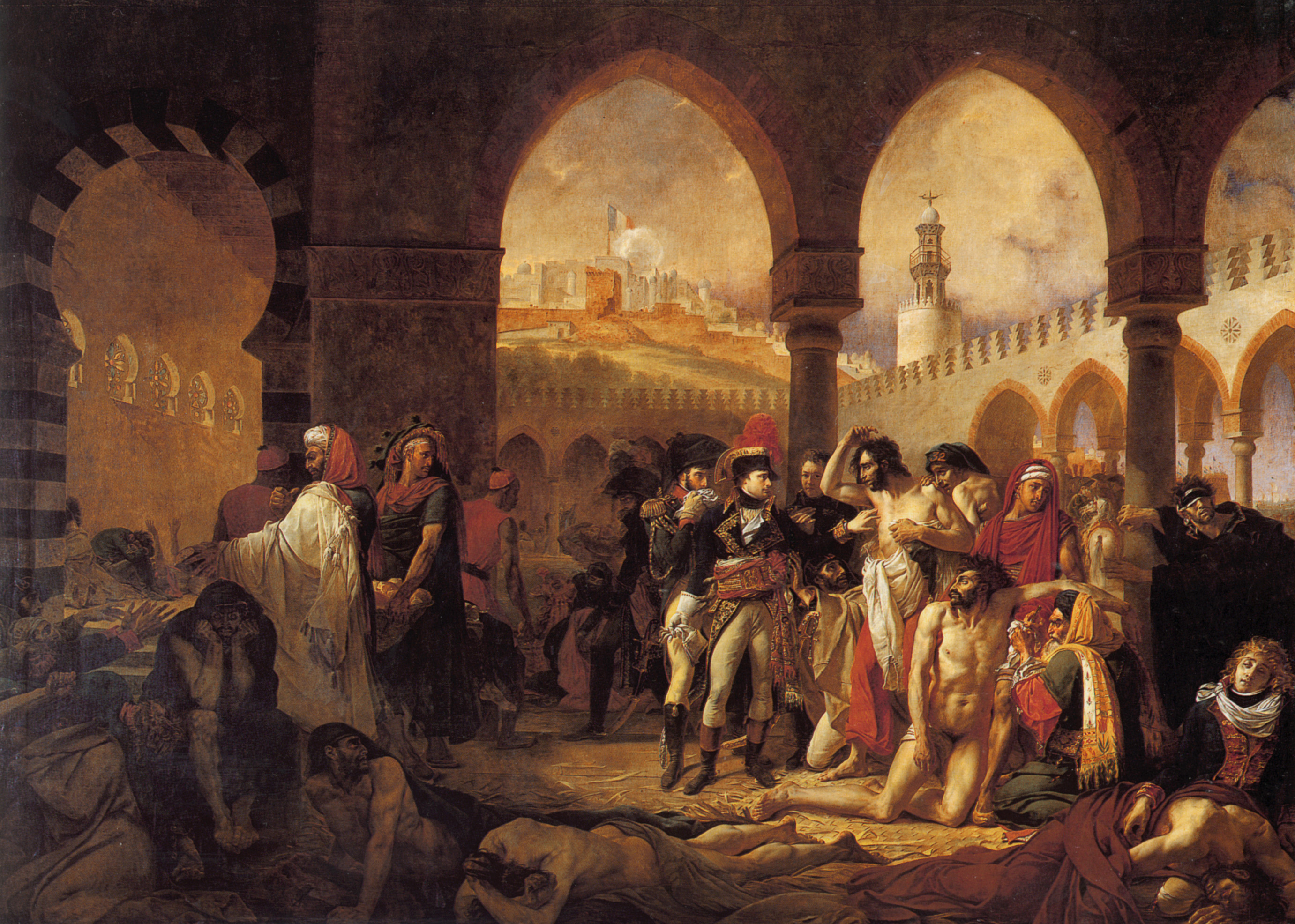
Bonaparte visita l’hôpital de Jaffa Antoine-Jean Gros, 1804 Sơn dầu, 73 × 59 cm
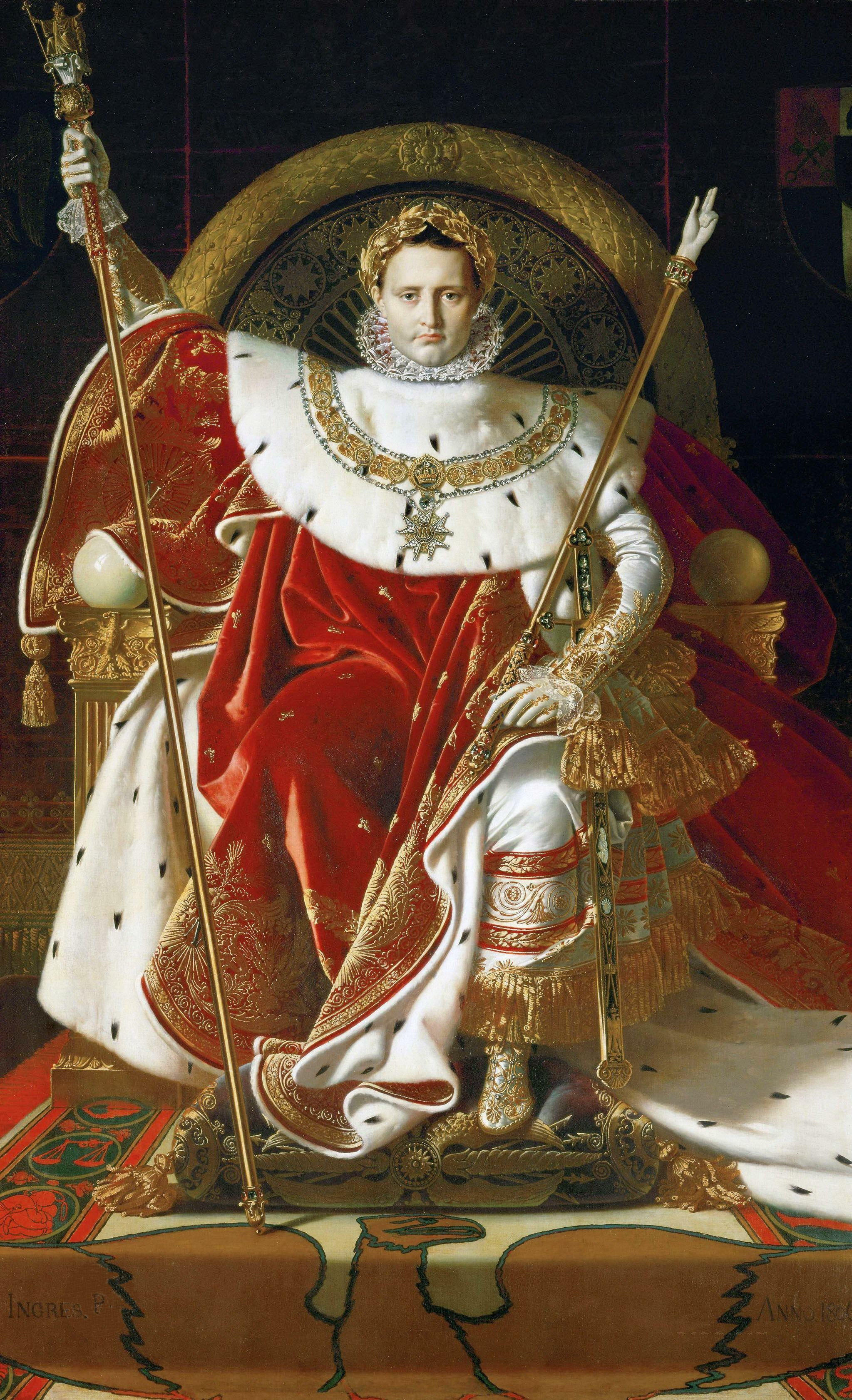
Napoléon Ier sur le trône impérial Jean Auguste Dominique Ingres, 1806 Sơn dầu, 259 × 162 cm
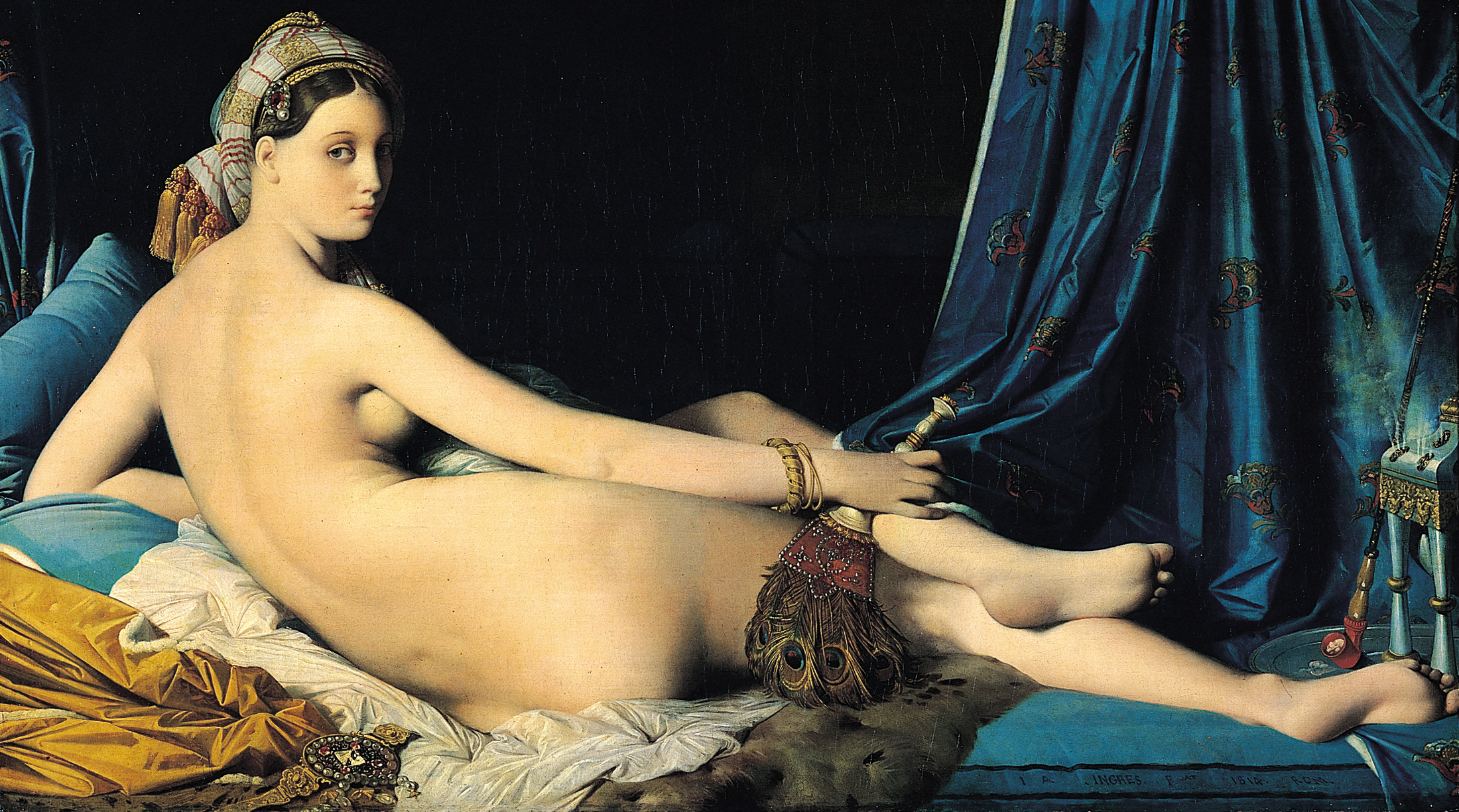
La Grande Odalisque Jean Auguste Dominique Ingres, 1814 Sơn dầu, 88.9 × 162.56 cm
L'Apothéose d'Homère Jean-Auguste-Dominique Ingres, 1827 Sơn dầu, 386 × 512 cm
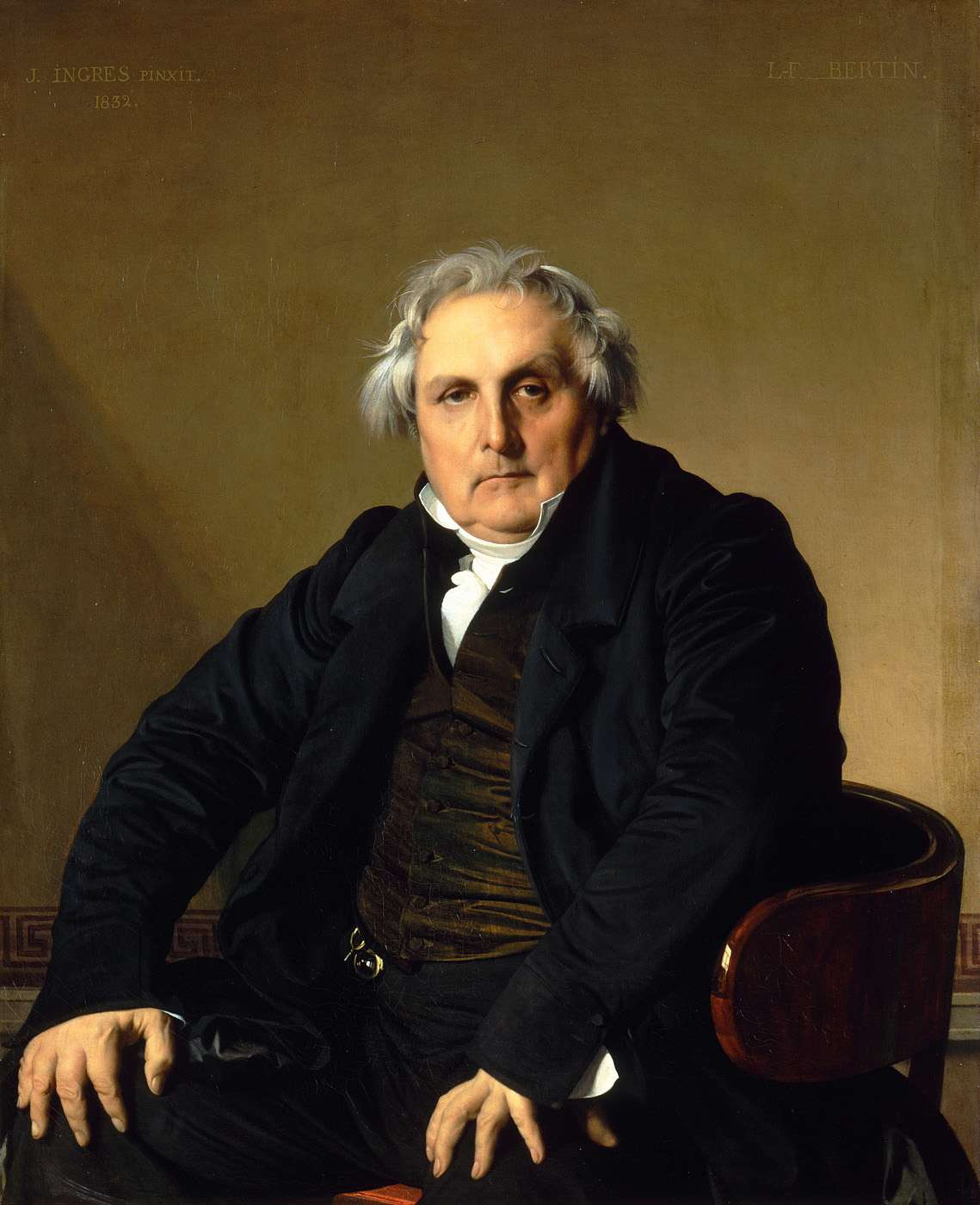
Portrait de monsieur Bertin Jean-Auguste-Dominique Ingres, 1832 Sơn dầu, 116 × 96 cm
Le Bain turc Jean-Auguste-Dominique Ingres, 1862 Sơn dầu trên gỗ, 108 × 108 cm

#### Lãng mạn

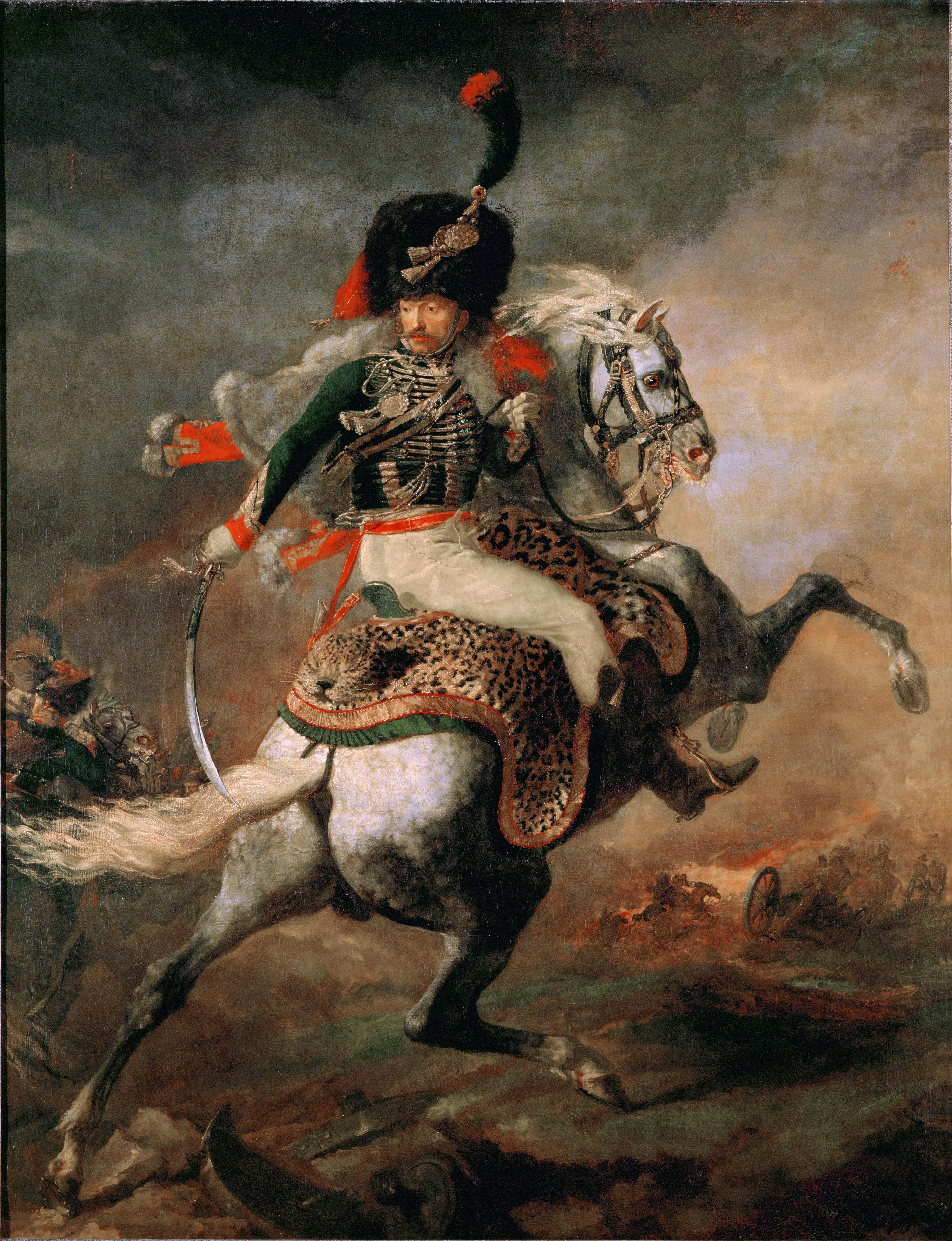
Charging Chasseur Théodore Géricault, 1812 Sơn dầu, 349 × 266 cm
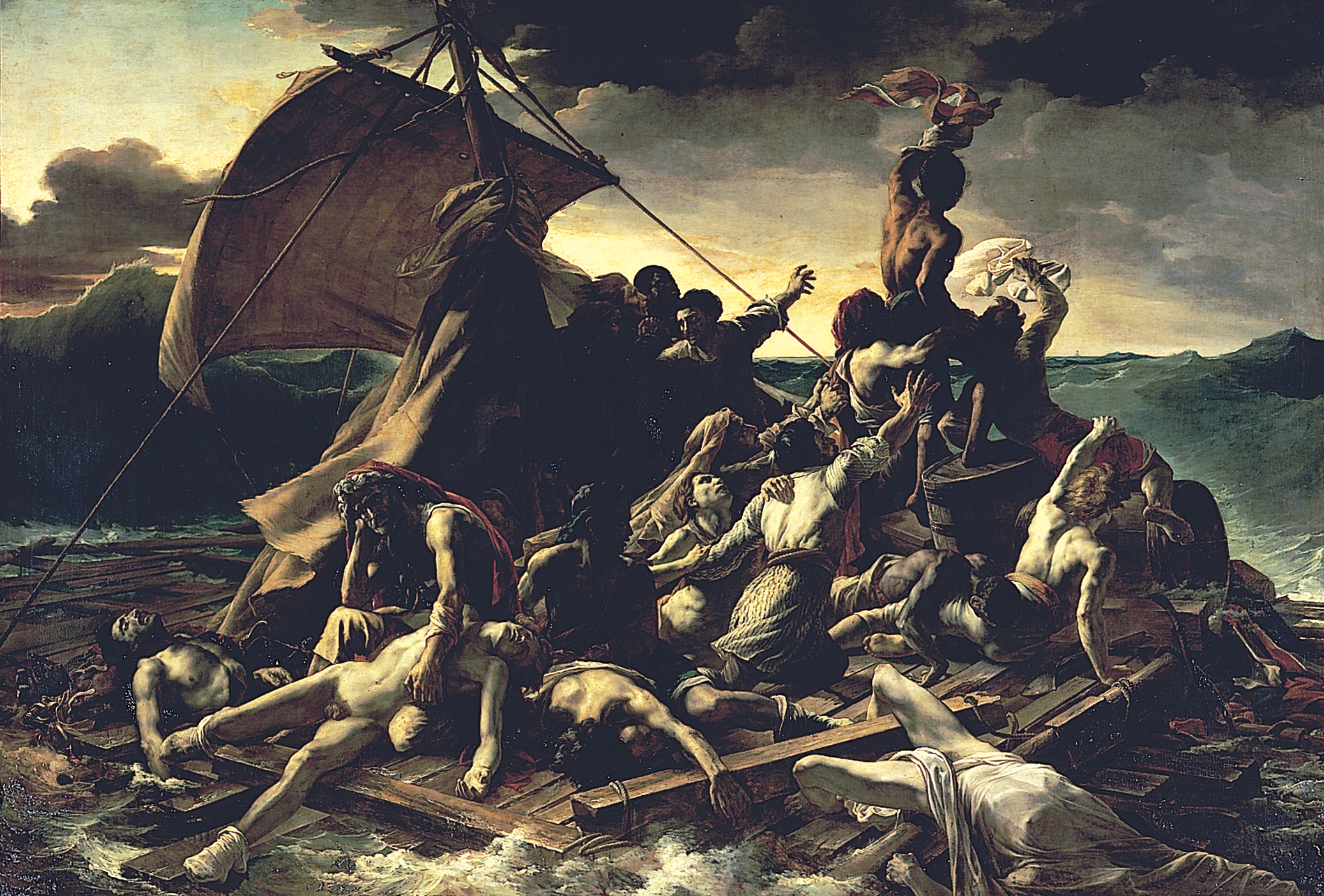
Le Radeau de la Méduse Théodore Géricault, 1818-1819 Sơn dầu, 491 × 716 cm
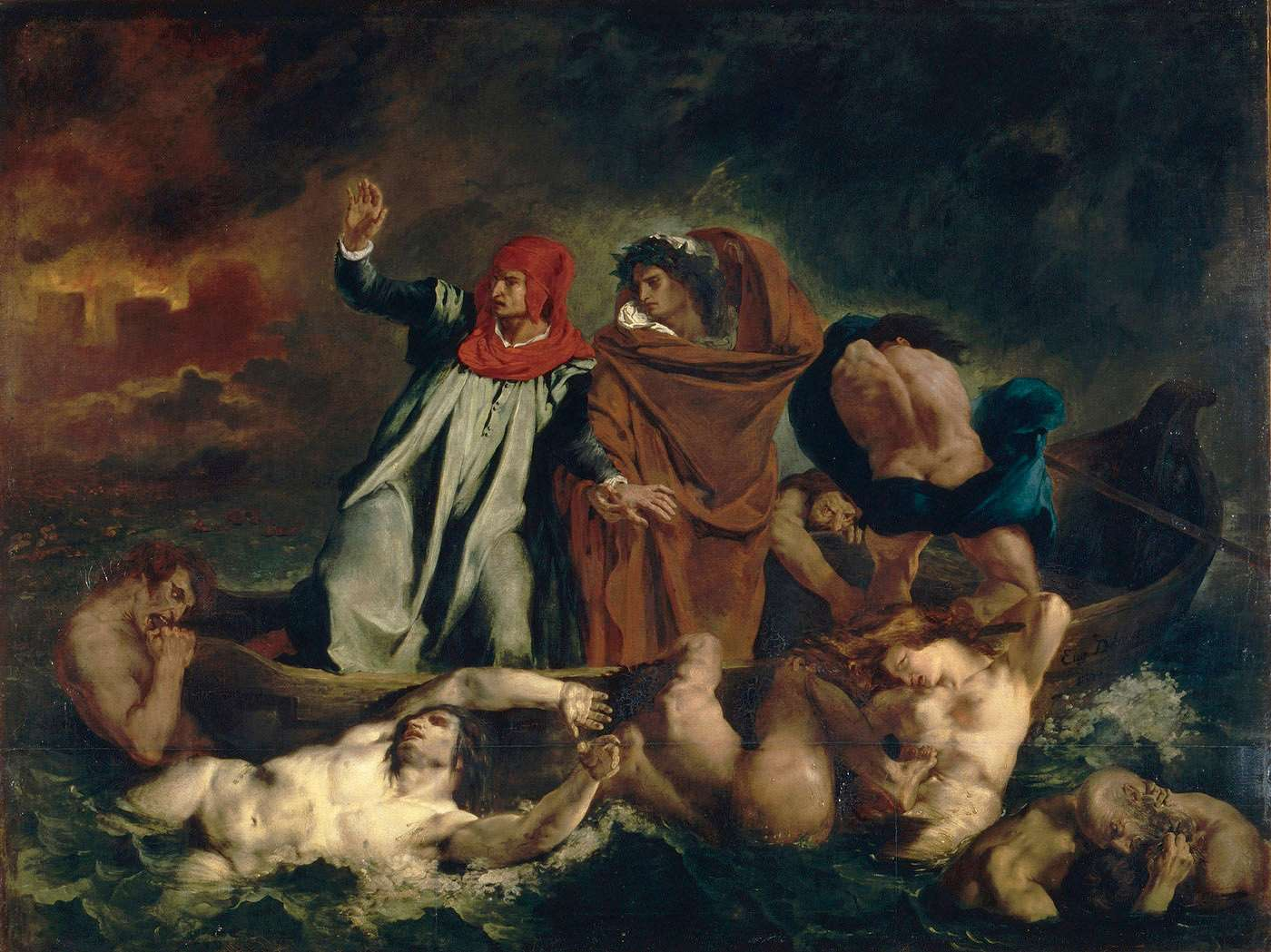
La Barque de Dante Eugène Delacroix, 1822 Sơn dầu, 189 × 246 cm
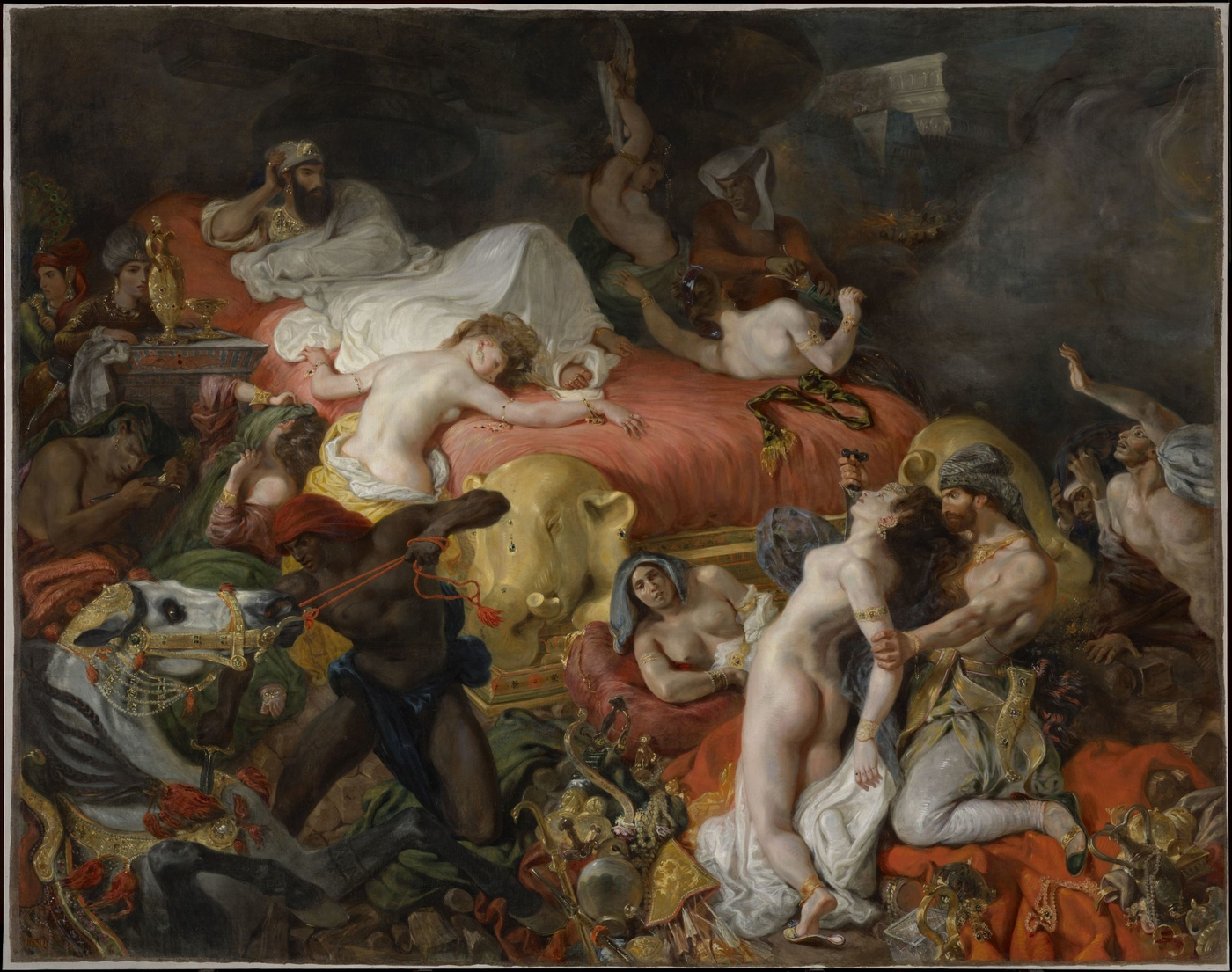
La Mort de Sardanapale Eugène Delacroix, 1827 Sơn dầu, 392 × 496 cm
La Liberté guidant le peuple Eugène Delacroix, 1830 Sơn dầu, 260 × 325 cm
Femmes d'Alger dans leur appartement Eugène Delacroix, 1834 Sơn dầu, 180 × 229 cm

### Hiện vật khác

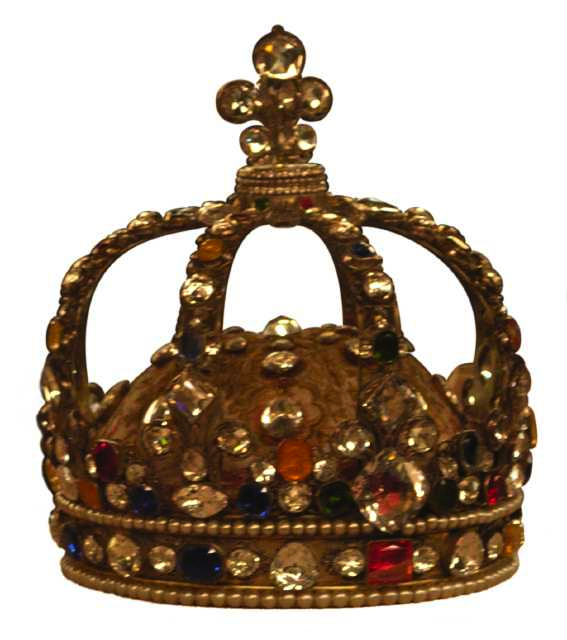
Vương miện của Louis XV
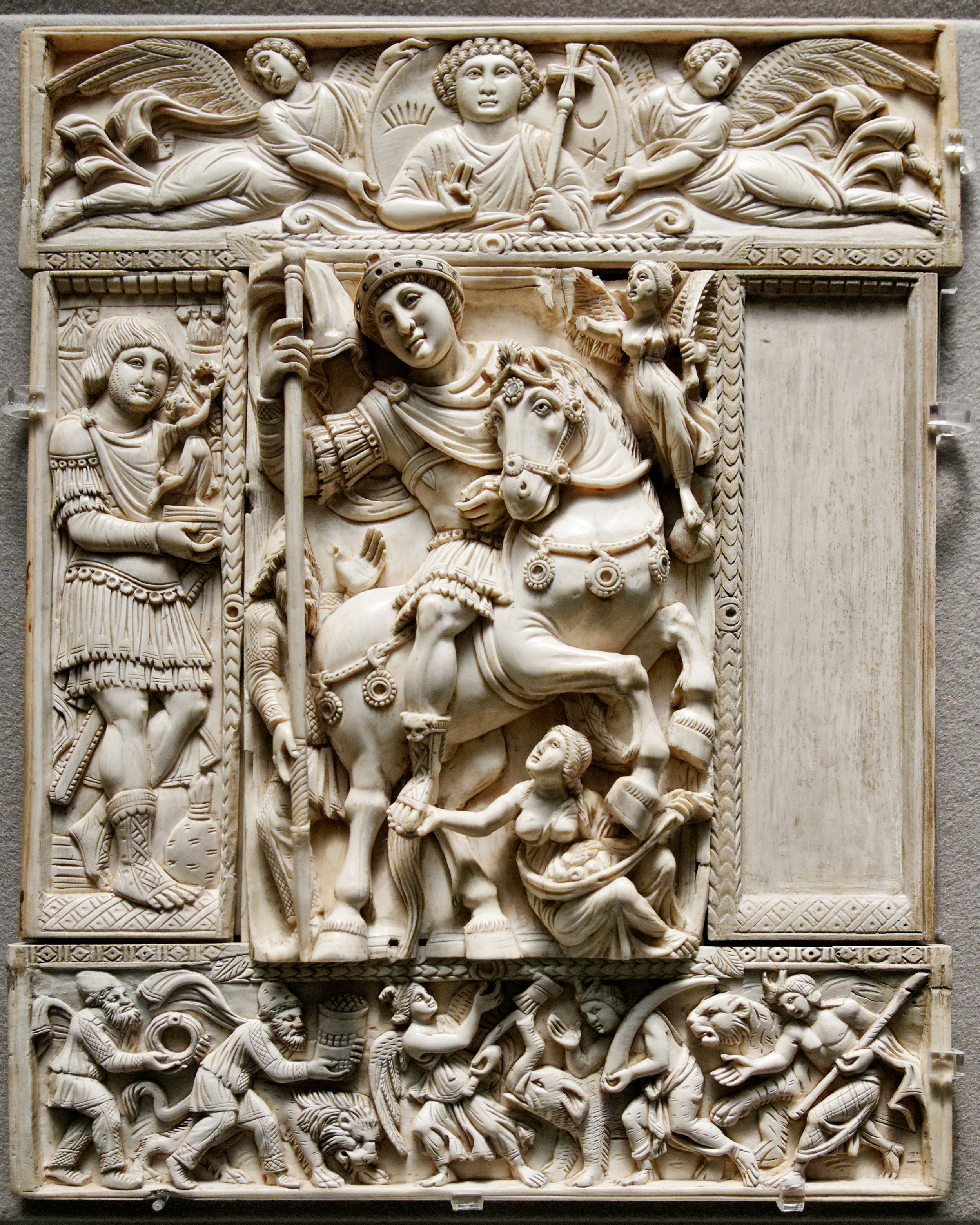
Ngà voi Barberini
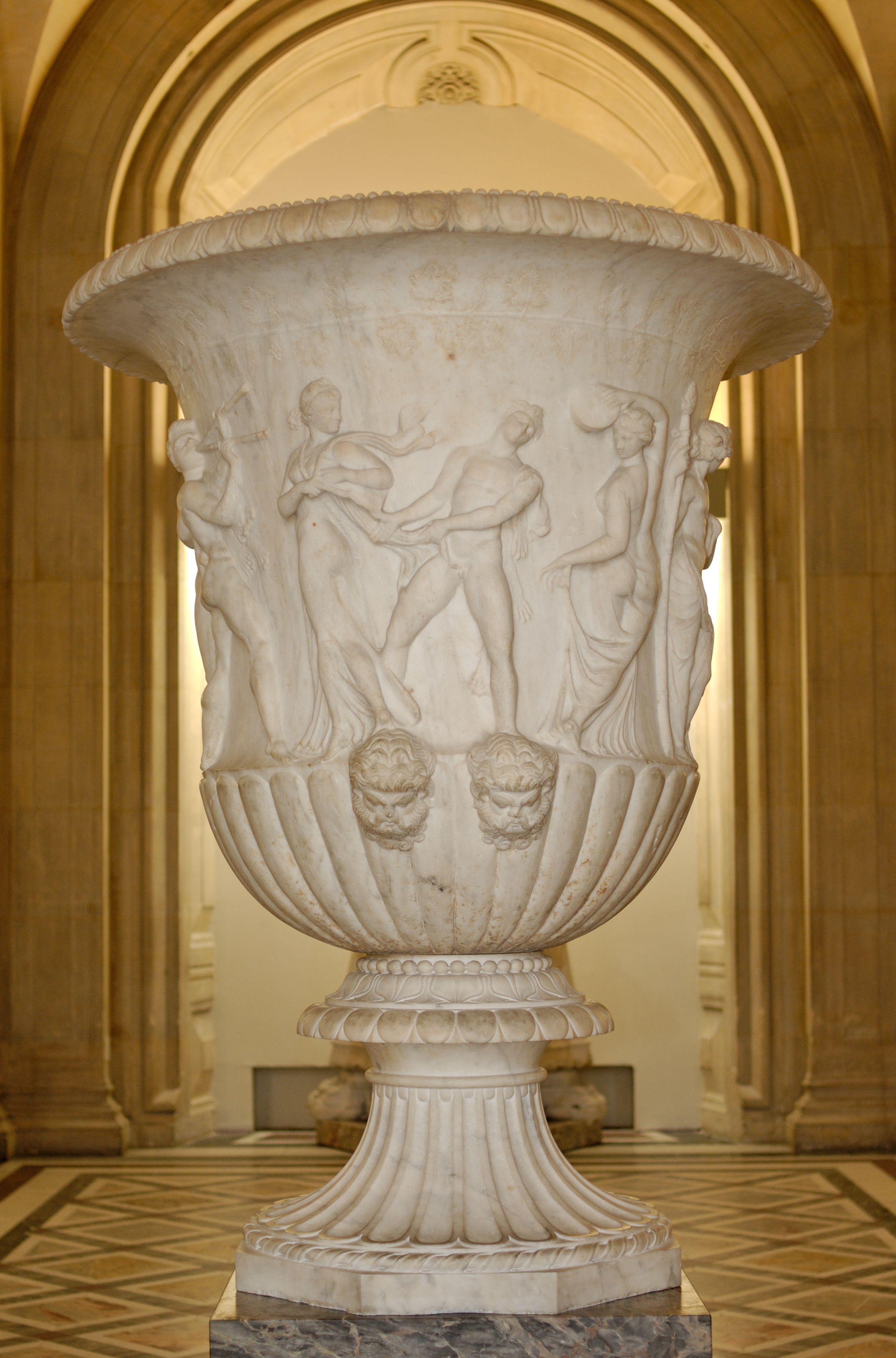
Bình Borghese
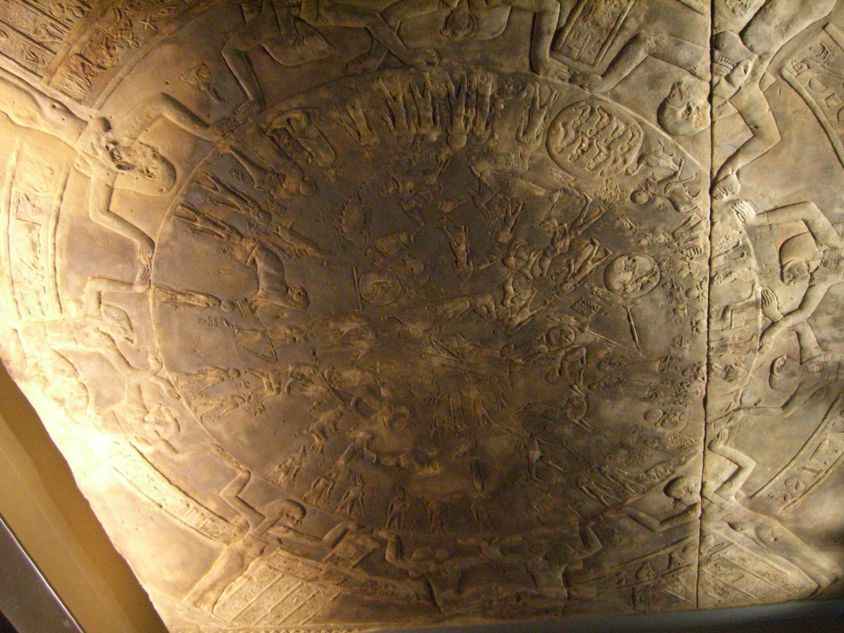
Hoàng đạo Dendera
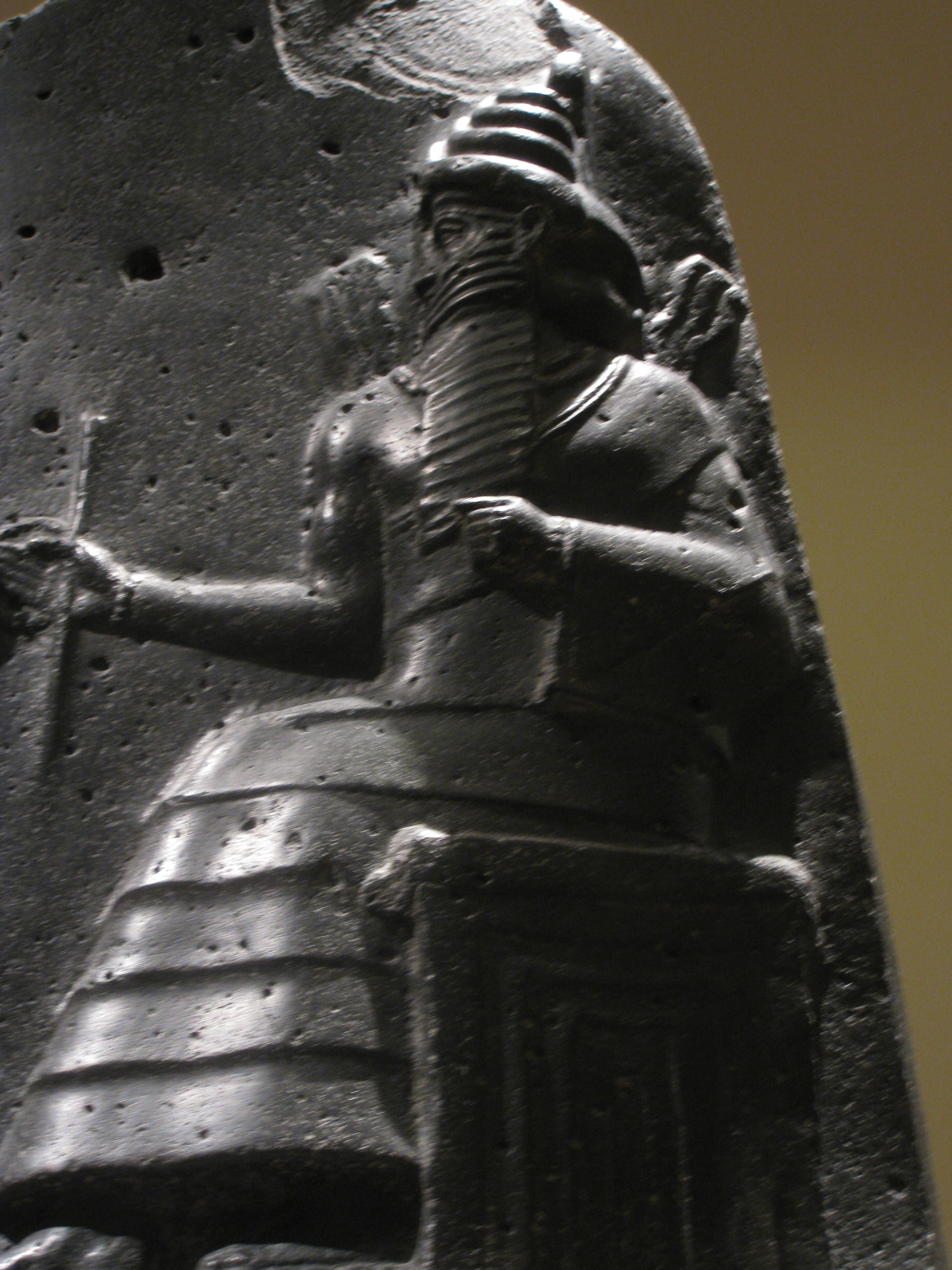
Bộ luật Hammurabi
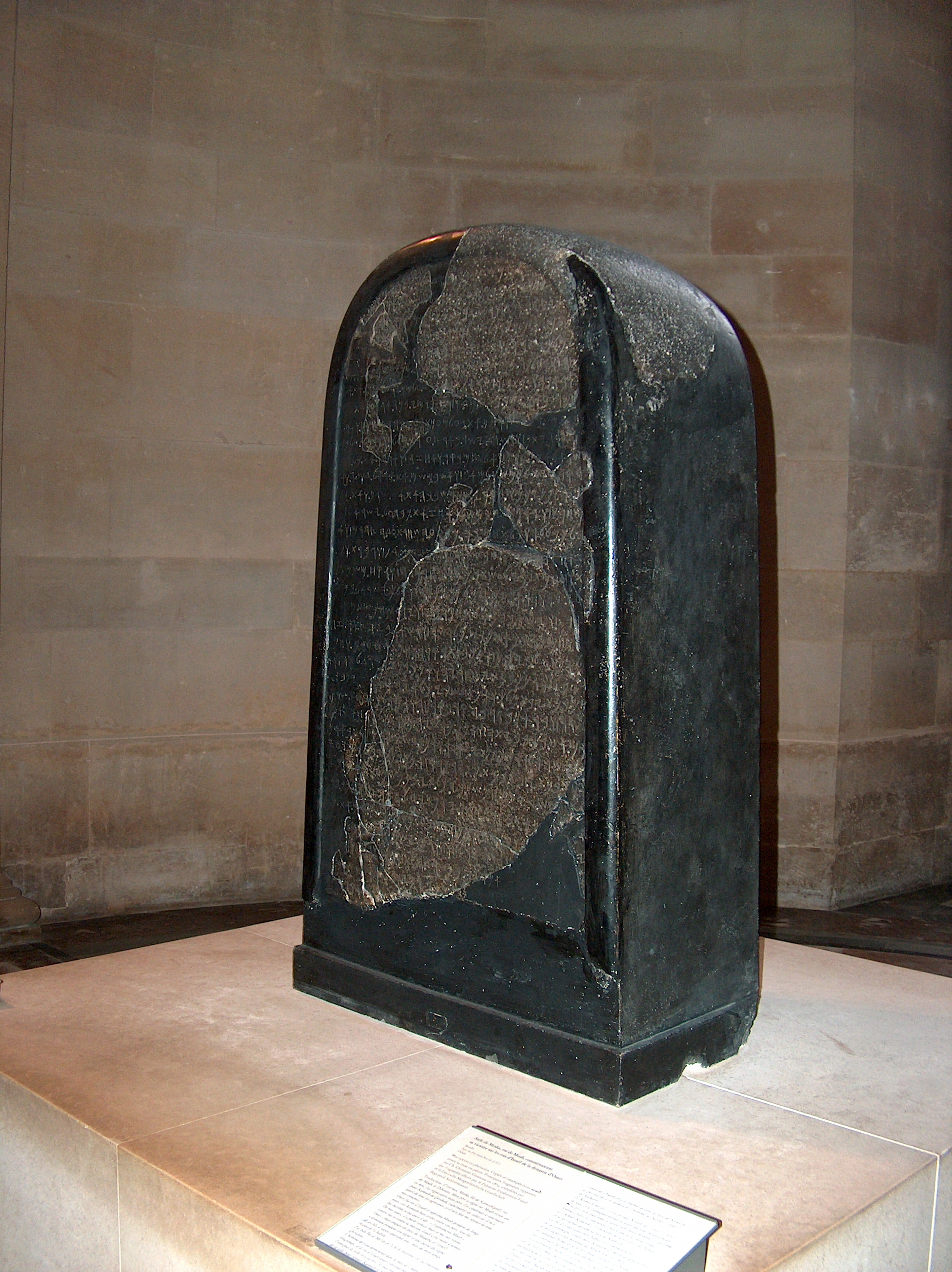
Phiến đá Mesha
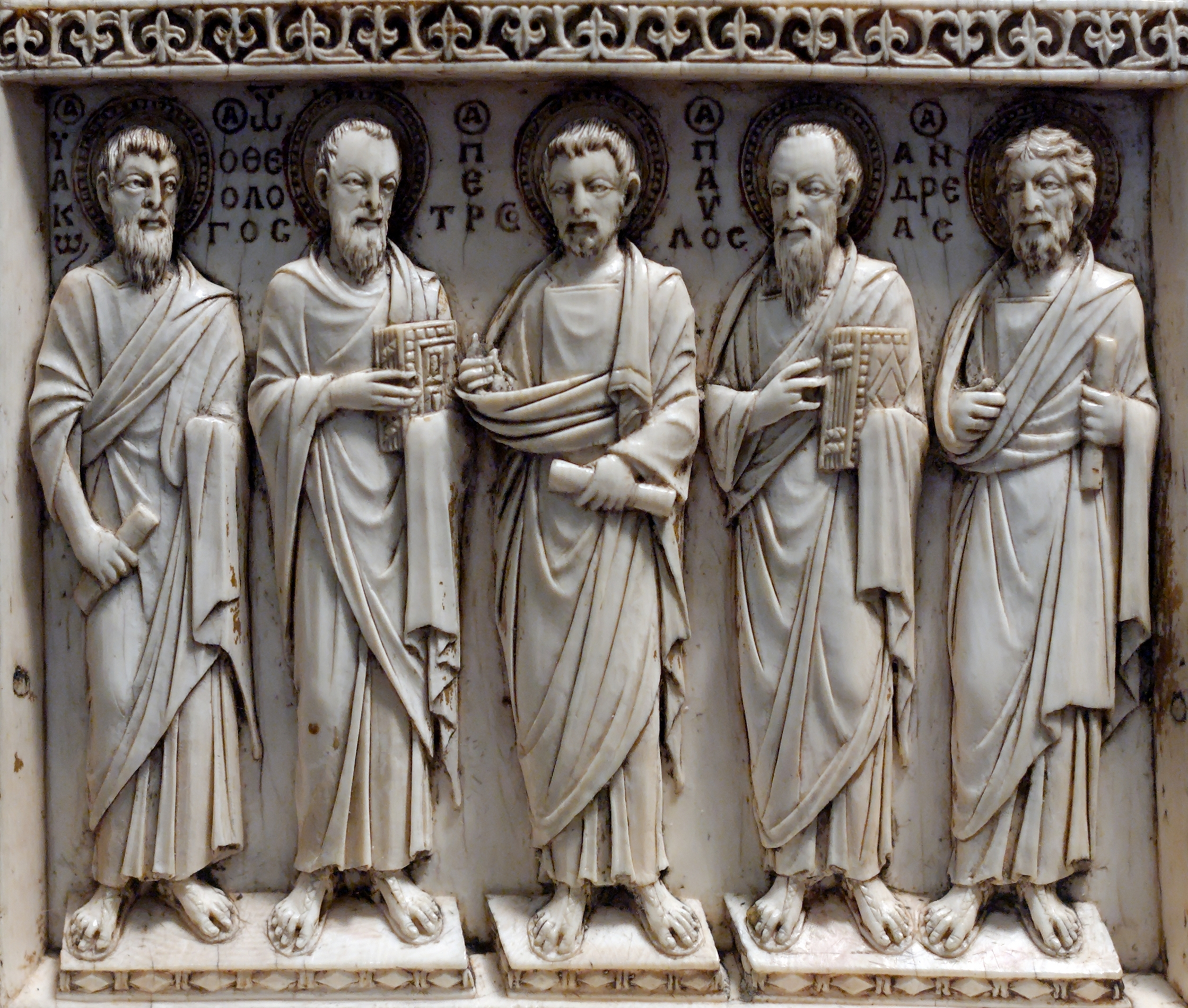
Tranh bộ ba Harbaville
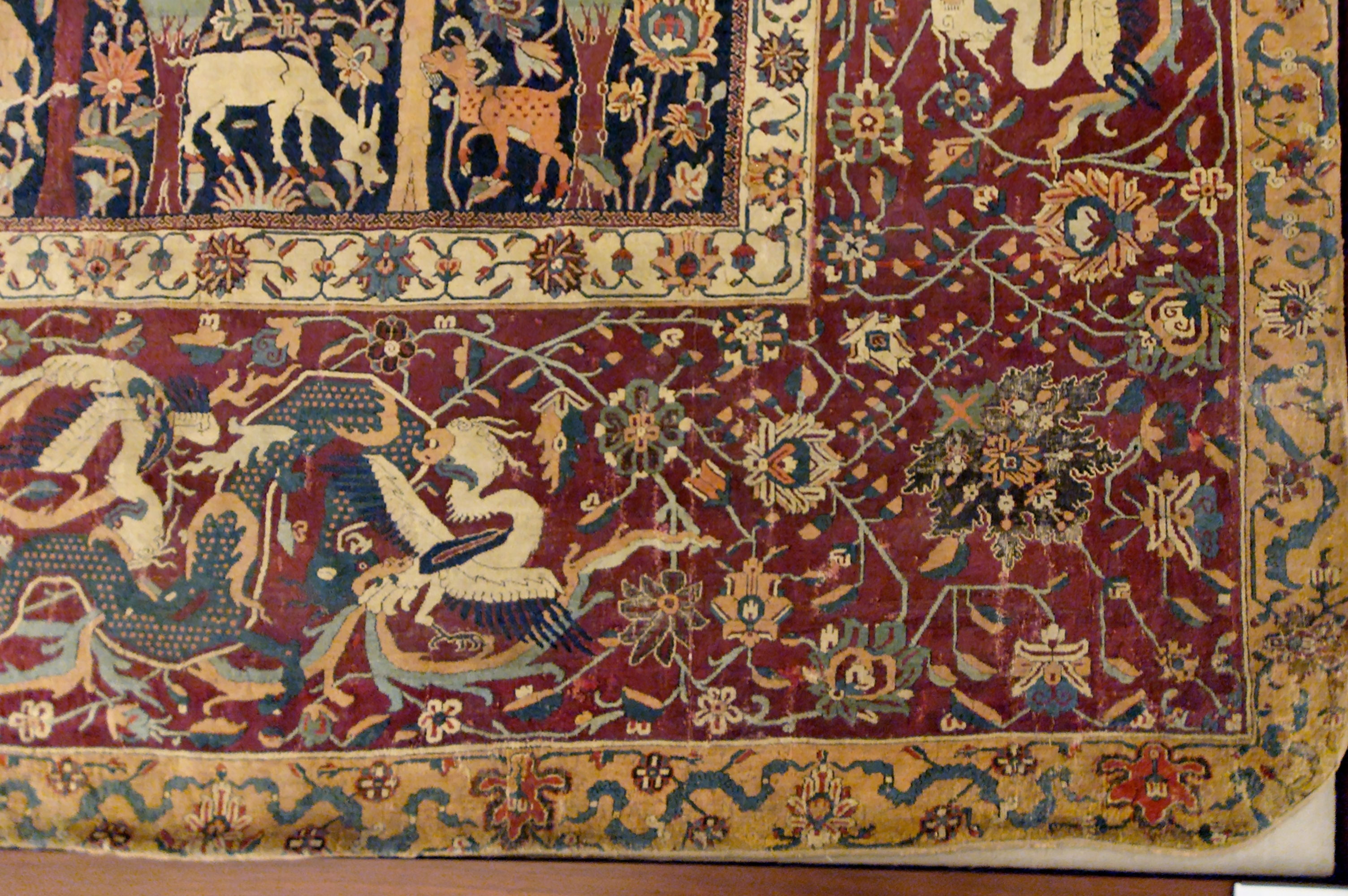
Thảm Mantes
Viên kim cương SancyViên kim cương Sancy
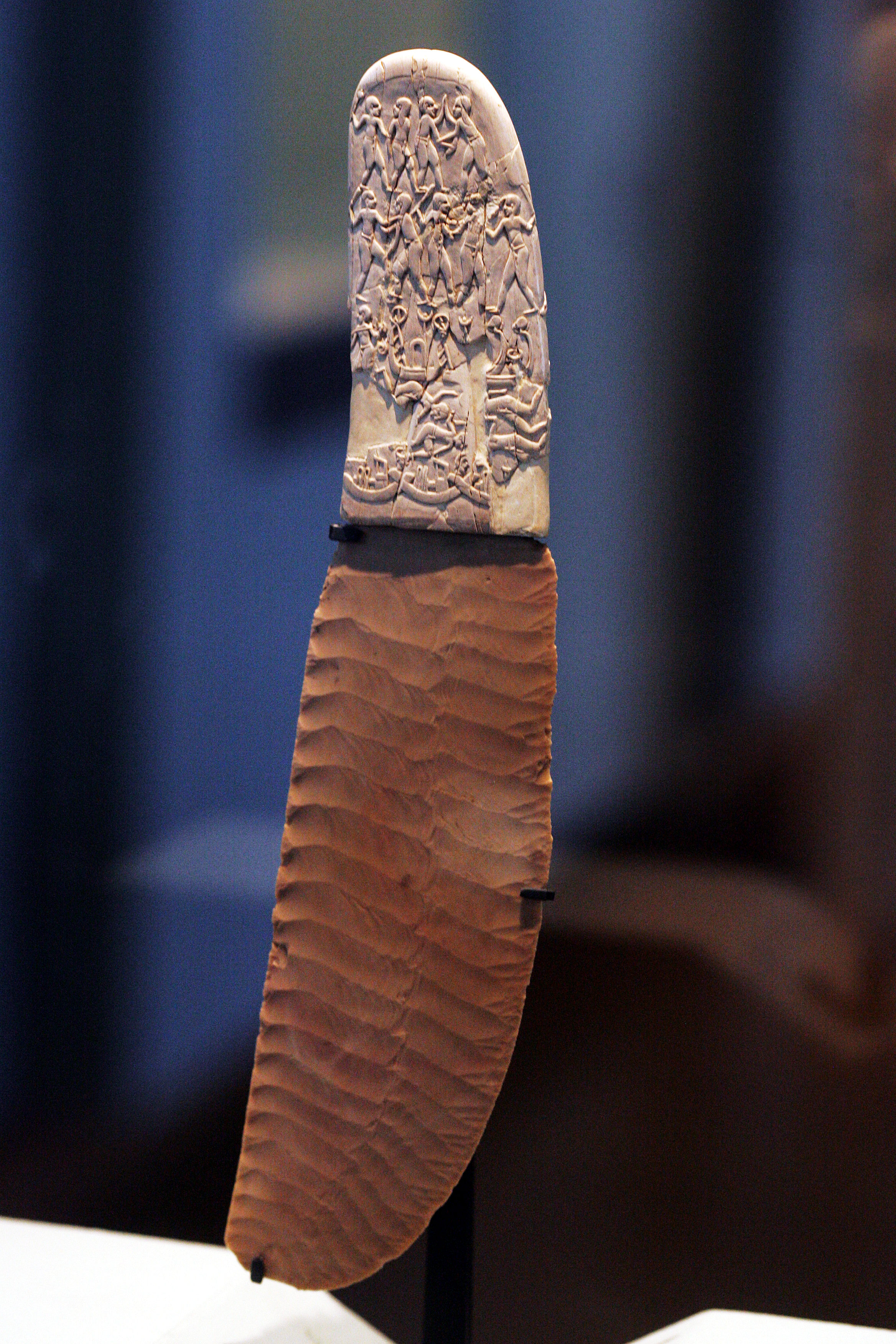
Con dao Gebel-el Arak
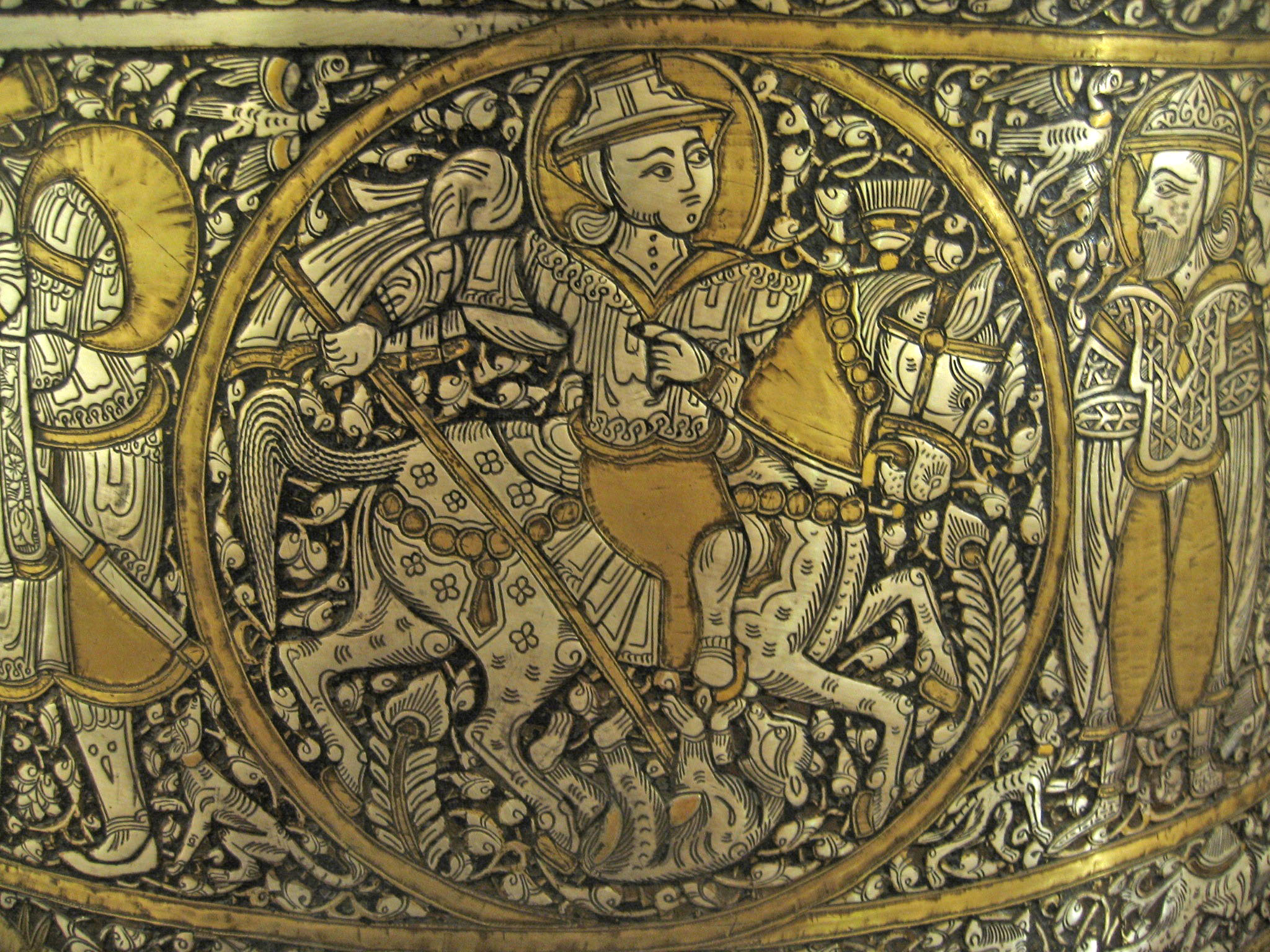
Chậu rửa tội của Thánh Louis